# Incontri ufficiali della nazionale maschile di calcio della Finlandia
Questa è la Cronologia completa delle partite ufficiali della Nazionale di calcio della Finlandia dal 1911 ad oggi.

## Partite dal 1911 al 1914
| Cronologia completa delle presenze e delle reti in nazionale ― Finlandia | Cronologia completa delle presenze e delle reti in nazionale ― Finlandia | Cronologia completa delle presenze e delle reti in nazionale ― Finlandia | Cronologia completa delle presenze e delle reti in nazionale ― Finlandia | Cronologia completa delle presenze e delle reti in nazionale ― Finlandia | Cronologia completa delle presenze e delle reti in nazionale ― Finlandia | Cronologia completa delle presenze e delle reti in nazionale ― Finlandia | Cronologia completa delle presenze e delle reti in nazionale ― Finlandia |
| Data                                                                     | Città                                                                    | In casa                                                                  | Risultato                                                                | Ospiti                                                                   | Competizione                                                             | Reti                                                                     | Note                                                                     |
| ------------------------------------------------------------------------ | ------------------------------------------------------------------------ | ------------------------------------------------------------------------ | ------------------------------------------------------------------------ | ------------------------------------------------------------------------ | ------------------------------------------------------------------------ | ------------------------------------------------------------------------ | ------------------------------------------------------------------------ |
| 22-10-1911                                                               | Helsinki                                                                 | Finlandia                                                                | 2 – 5                                                                    | Svezia                                                                   | Amichevole                                                               | -                                                                        |                                                                          |
| 27-6-1912                                                                | Solna                                                                    | Svezia                                                                   | 7 – 1                                                                    | Finlandia                                                                | Amichevole                                                               | -                                                                        |                                                                          |
| 29-6-1912                                                                | Stoccolma                                                                | Finlandia                                                                | 3 – 2                                                                    | Italia                                                                   | Olimpiadi 1912                                                           | -                                                                        |                                                                          |
| 30-6-1912                                                                | Stoccolma                                                                | Finlandia                                                                | 2 – 1                                                                    | Russia                                                                   | Olimpiadi 1912                                                           | -                                                                        |                                                                          |
| 2-7-1912                                                                 | Stoccolma                                                                | Finlandia                                                                | 0 – 4                                                                    | Inghilterra                                                              | Olimpiadi 1912                                                           | -                                                                        |                                                                          |
| 4-7-1912                                                                 | Solna                                                                    | Finlandia                                                                | 0 – 9                                                                    | Paesi Bassi                                                              | Olimpiadi 1912                                                           | -                                                                        |                                                                          |
| 24-5-1914                                                                | Solna                                                                    | Svezia                                                                   | 4 – 3                                                                    | Finlandia                                                                | Amichevole                                                               | -                                                                        |                                                                          |
| Totale                                                                   |                                                                          | Presenze                                                                 | 782                                                                      |                                                                          | Reti                                                                     |                                                                          |                                                                          |

## Partite dal 1919 ad oggi
| Cronologia completa delle presenze e delle reti in nazionale ― Finlandia | Cronologia completa delle presenze e delle reti in nazionale ― Finlandia | Cronologia completa delle presenze e delle reti in nazionale ― Finlandia | Cronologia completa delle presenze e delle reti in nazionale ― Finlandia | Cronologia completa delle presenze e delle reti in nazionale ― Finlandia | Cronologia completa delle presenze e delle reti in nazionale ― Finlandia | Cronologia completa delle presenze e delle reti in nazionale ― Finlandia | Cronologia completa delle presenze e delle reti in nazionale ― Finlandia |
| Data                                                                     | Città                                                                    | In casa                                                                  | Risultato                                                                | Ospiti                                                                   | Competizione                                                             | Reti                                                                     | Note                                                                     |
| ------------------------------------------------------------------------ | ------------------------------------------------------------------------ | ------------------------------------------------------------------------ | ------------------------------------------------------------------------ | ------------------------------------------------------------------------ | ------------------------------------------------------------------------ | ------------------------------------------------------------------------ | ------------------------------------------------------------------------ |
| 29-5-1919                                                                | Stoccolma                                                                | Svezia                                                                   | 1 – 0                                                                    | Finlandia                                                                | Amichevole                                                               | -                                                                        |                                                                          |
| 28-9-1919                                                                | Helsinki                                                                 | Finlandia                                                                | 3 – 3                                                                    | Svezia                                                                   | Amichevole                                                               | -                                                                        |                                                                          |
| 30-5-1920                                                                | Stoccolma                                                                | Svezia                                                                   | 4 – 0                                                                    | Finlandia                                                                | Amichevole                                                               | -                                                                        |                                                                          |
| 19-9-1920                                                                | Helsinki                                                                 | Finlandia                                                                | 1 – 0                                                                    | Svezia                                                                   | Amichevole                                                               | -                                                                        |                                                                          |
| 17-10-1920                                                               | Helsinki                                                                 | Finlandia                                                                | 6 – 0                                                                    | Estonia                                                                  | Amichevole                                                               | -                                                                        |                                                                          |
| 25-5-1921                                                                | Kristiania                                                               | Norvegia                                                                 | 3 – 2                                                                    | Finlandia                                                                | Amichevole                                                               | -                                                                        |                                                                          |
| 29-5-1921                                                                | Stoccolma                                                                | Svezia                                                                   | 0 – 3                                                                    | Finlandia                                                                | Amichevole                                                               | -                                                                        |                                                                          |
| 31-7-1921                                                                | Helsinki                                                                 | Finlandia                                                                | 2 – 3                                                                    | Austria                                                                  | Amichevole                                                               | -                                                                        |                                                                          |
| 28-8-1921                                                                | Tallinn                                                                  | Estonia                                                                  | 0 – 3                                                                    | Finlandia                                                                | Amichevole                                                               | -                                                                        |                                                                          |
| 18-9-1921                                                                | Helsinki                                                                 | Finlandia                                                                | 3 – 3                                                                    | Germania                                                                 | Amichevole                                                               | -                                                                        |                                                                          |
| 5-6-1922                                                                 | Helsinki                                                                 | Finlandia                                                                | 1 – 4                                                                    | Svezia                                                                   | Amichevole                                                               | -                                                                        |                                                                          |
| 13-7-1922                                                                | Helsinki                                                                 | Finlandia                                                                | 1 – 5                                                                    | Ungheria                                                                 | Amichevole                                                               | -                                                                        |                                                                          |
| 11-8-1922                                                                | Helsinki                                                                 | Finlandia                                                                | 10 – 2                                                                   | Estonia                                                                  | Amichevole                                                               | -                                                                        |                                                                          |
| 26-8-1922                                                                | Helsinki                                                                 | Finlandia                                                                | 1 – 3                                                                    | Norvegia                                                                 | Amichevole                                                               | -                                                                        |                                                                          |
| 17-6-1923                                                                | Kristiania                                                               | Norvegia                                                                 | 3 – 0                                                                    | Finlandia                                                                | Amichevole                                                               | -                                                                        |                                                                          |
| 20-6-1923                                                                | Gävle                                                                    | Svezia                                                                   | 5 – 4                                                                    | Finlandia                                                                | Amichevole                                                               | -                                                                        |                                                                          |
| 12-8-1923                                                                | Dresda                                                                   | Germania                                                                 | 1 – 2                                                                    | Finlandia                                                                | Amichevole                                                               | -                                                                        |                                                                          |
| 15-8-1923                                                                | Vienna                                                                   | Austria                                                                  | 2 – 1                                                                    | Finlandia                                                                | Amichevole                                                               | -                                                                        |                                                                          |
| 19-8-1923                                                                | Budapest                                                                 | Ungheria                                                                 | 3 – 1                                                                    | Finlandia                                                                | Amichevole                                                               | -                                                                        |                                                                          |
| 23-9-1923                                                                | Helsinki                                                                 | Finlandia                                                                | 5 – 3                                                                    | Polonia                                                                  | Amichevole                                                               | -                                                                        |                                                                          |
| 30-9-1923                                                                | Tallinn                                                                  | Estonia                                                                  | 2 – 1                                                                    | Finlandia                                                                | Amichevole                                                               | -                                                                        |                                                                          |
| 17-6-1924                                                                | Helsinki                                                                 | Finlandia                                                                | 2 – 4                                                                    | Turchia                                                                  | Amichevole                                                               | -                                                                        |                                                                          |
| 28-7-1924                                                                | Helsinki                                                                 | Finlandia                                                                | 5 – 7                                                                    | Svezia                                                                   | Amichevole                                                               | -                                                                        |                                                                          |
| 10-8-1924                                                                | Varsavia                                                                 | Polonia                                                                  | 1 – 0                                                                    | Finlandia                                                                | Amichevole                                                               | -                                                                        |                                                                          |
| 14-8-1924                                                                | Riga                                                                     | Lettonia                                                                 | 0 – 2                                                                    | Finlandia                                                                | Amichevole                                                               | -                                                                        |                                                                          |
| 23-8-1924                                                                | Helsinki                                                                 | Finlandia                                                                | 2 – 0                                                                    | Norvegia                                                                 | Amichevole                                                               | -                                                                        |                                                                          |
| 14-9-1924                                                                | Helsinki                                                                 | Finlandia                                                                | 4 – 0                                                                    | Estonia                                                                  | Amichevole                                                               | -                                                                        |                                                                          |
| 7-6-1925                                                                 | Oslo                                                                     | Norvegia                                                                 | 1 – 0                                                                    | Finlandia                                                                | Amichevole                                                               | -                                                                        |                                                                          |
| 9-6-1925                                                                 | Göteborg                                                                 | Svezia                                                                   | 4 – 0                                                                    | Finlandia                                                                | Amichevole                                                               | -                                                                        |                                                                          |
| 26-6-1925                                                                | Helsinki                                                                 | Finlandia                                                                | 3 – 5                                                                    | Germania                                                                 | Amichevole                                                               | -                                                                        |                                                                          |
| 5-7-1925                                                                 | Tallinn                                                                  | Estonia                                                                  | 2 – 0                                                                    | Finlandia                                                                | Amichevole                                                               | -                                                                        |                                                                          |
| 10-7-1925                                                                | Helsinki                                                                 | Finlandia                                                                | 1 – 2                                                                    | Austria                                                                  | Amichevole                                                               | -                                                                        |                                                                          |
| 9-8-1925                                                                 | Helsinki                                                                 | Finlandia                                                                | 3 – 1                                                                    | Lettonia                                                                 | Amichevole                                                               | -                                                                        |                                                                          |
| 30-8-1925                                                                | Helsinki                                                                 | Finlandia                                                                | 2 – 2                                                                    | Polonia                                                                  | Amichevole                                                               | -                                                                        |                                                                          |
| 27-9-1925                                                                | Aarhus                                                                   | Danimarca                                                                | 3 – 3                                                                    | Finlandia                                                                | Amichevole                                                               | -                                                                        |                                                                          |
| 6-6-1926                                                                 | Helsinki                                                                 | Finlandia                                                                | 2 – 5                                                                    | Norvegia                                                                 | Amichevole                                                               | -                                                                        |                                                                          |
| 20-6-1926                                                                | Helsinki                                                                 | Finlandia                                                                | 3 – 2                                                                    | Danimarca                                                                | Amichevole                                                               | -                                                                        |                                                                          |
| 26-7-1926                                                                | Helsinki                                                                 | Finlandia                                                                | 2 – 3                                                                    | Svezia                                                                   | Amichevole                                                               | -                                                                        |                                                                          |
| 8-8-1926                                                                 | Poznań                                                                   | Polonia                                                                  | 7 – 1                                                                    | Finlandia                                                                | Amichevole                                                               | -                                                                        |                                                                          |
| 12-8-1926                                                                | Riga                                                                     | Lettonia                                                                 | 1 – 4                                                                    | Finlandia                                                                | Amichevole                                                               | -                                                                        |                                                                          |
| 5-9-1926                                                                 | Helsinki                                                                 | Finlandia                                                                | 1 – 1                                                                    | Estonia                                                                  | Amichevole                                                               | -                                                                        |                                                                          |
| 12-6-1927                                                                | Stoccolma                                                                | Svezia                                                                   | 6 – 2                                                                    | Finlandia                                                                | Amichevole                                                               | -                                                                        |                                                                          |
| 15-6-1927                                                                | Aker                                                                     | Norvegia                                                                 | 3 – 1                                                                    | Finlandia                                                                | Amichevole                                                               | -                                                                        |                                                                          |
| 10-8-1927                                                                | Tallinn                                                                  | Estonia                                                                  | 2 – 1                                                                    | Finlandia                                                                | Amichevole                                                               | -                                                                        |                                                                          |
| 11-9-1927                                                                | Helsinki                                                                 | Finlandia                                                                | 3 – 1                                                                    | Lettonia                                                                 | Amichevole                                                               | -                                                                        |                                                                          |
| 3-6-1928                                                                 | Helsinki                                                                 | Finlandia                                                                | 0 – 6                                                                    | Norvegia                                                                 | Amichevole                                                               | -                                                                        |                                                                          |
| 12-8-1928                                                                | Helsinki                                                                 | Finlandia                                                                | 2 – 2                                                                    | Estonia                                                                  | Amichevole                                                               | -                                                                        |                                                                          |
| 19-8-1928                                                                | Riga                                                                     | Lettonia                                                                 | 2 – 1                                                                    | Finlandia                                                                | Amichevole                                                               | -                                                                        |                                                                          |
| 2-9-1928                                                                 | Helsinki                                                                 | Finlandia                                                                | 2 – 3                                                                    | Svezia                                                                   | Amichevole                                                               | -                                                                        |                                                                          |
| 14-6-1929                                                                | Solna                                                                    | Svezia                                                                   | 3 – 1                                                                    | Finlandia                                                                | Campionato nordico di calcio                                             | -                                                                        |                                                                          |
| 18-6-1929                                                                | Aker                                                                     | Norvegia                                                                 | 4 – 0                                                                    | Finlandia                                                                | Campionato nordico di calcio                                             | -                                                                        |                                                                          |
| 25-7-1929                                                                | Tallinn                                                                  | Estonia                                                                  | 1 – 1                                                                    | Finlandia                                                                | Amichevole                                                               | -                                                                        |                                                                          |
| 27-8-1929                                                                | Helsinki                                                                 | Finlandia                                                                | 2 – 1                                                                    | Estonia                                                                  | Amichevole                                                               | -                                                                        |                                                                          |
| 15-9-1929                                                                | Helsinki                                                                 | Finlandia                                                                | 3 – 1                                                                    | Lettonia                                                                 | Amichevole                                                               | -                                                                        |                                                                          |
| 13-10-1929                                                               | Copenaghen                                                               | Danimarca                                                                | 8 – 0                                                                    | Finlandia                                                                | Campionato nordico di calcio                                             | -                                                                        |                                                                          |
| 20-10-1929                                                               | Altona                                                                   | Germania                                                                 | 4 – 0                                                                    | Finlandia                                                                | Amichevole                                                               | -                                                                        |                                                                          |
| 1-6-1930                                                                 | Aker                                                                     | Norvegia                                                                 | 6 – 2                                                                    | Finlandia                                                                | Campionato nordico di calcio                                             | -                                                                        |                                                                          |
| 16-6-1930                                                                | Helsinki                                                                 | Finlandia                                                                | 1 – 6                                                                    | Danimarca                                                                | Campionato nordico di calcio                                             | -                                                                        |                                                                          |
| 4-8-1930                                                                 | Riga                                                                     | Lettonia                                                                 | 3 – 0                                                                    | Finlandia                                                                | Amichevole                                                               | -                                                                        |                                                                          |
| 6-8-1930                                                                 | Tallinn                                                                  | Estonia                                                                  | 4 – 0                                                                    | Finlandia                                                                | Amichevole                                                               | -                                                                        |                                                                          |
| 28-9-1930                                                                | Helsinki                                                                 | Finlandia                                                                | 4 – 4                                                                    | Svezia                                                                   | Campionato nordico di calcio                                             | -                                                                        |                                                                          |
| 17-6-1931                                                                | Helsinki                                                                 | Finlandia                                                                | 3 – 1                                                                    | Estonia                                                                  | Amichevole                                                               | -                                                                        |                                                                          |
| 3-7-1931                                                                 | Stoccolma                                                                | Svezia                                                                   | 8 – 2                                                                    | Finlandia                                                                | Campionato nordico di calcio                                             | -                                                                        |                                                                          |
| 19-8-1931                                                                | Helsinki                                                                 | Finlandia                                                                | 4 – 0                                                                    | Lettonia                                                                 | Amichevole                                                               | -                                                                        |                                                                          |
| 6-9-1931                                                                 | Helsinki                                                                 | Finlandia                                                                | 4 – 4                                                                    | Norvegia                                                                 | Campionato nordico di calcio                                             | -                                                                        |                                                                          |
| 11-10-1931                                                               | Copenaghen                                                               | Danimarca                                                                | 2 – 3                                                                    | Finlandia                                                                | Campionato nordico di calcio                                             | -                                                                        |                                                                          |
| 16-5-1932                                                                | Stoccolma                                                                | Svezia                                                                   | 7 – 1                                                                    | Finlandia                                                                | Amichevole                                                               | -                                                                        |                                                                          |
| 10-6-1932                                                                | Helsinki                                                                 | Finlandia                                                                | 1 – 3                                                                    | Svezia                                                                   | Campionato nordico di calcio                                             | -                                                                        |                                                                          |
| 17-6-1932                                                                | Aker                                                                     | Norvegia                                                                 | 2 – 1                                                                    | Finlandia                                                                | Campionato nordico di calcio                                             | -                                                                        |                                                                          |
| 1-7-1932                                                                 | Helsinki                                                                 | Finlandia                                                                | 1 – 4                                                                    | Germania                                                                 | Amichevole                                                               | -                                                                        |                                                                          |
| 17-8-1932                                                                | Tallinn                                                                  | Estonia                                                                  | 0 – 3                                                                    | Finlandia                                                                | Amichevole                                                               | -                                                                        |                                                                          |
| 30-8-1932                                                                | Helsinki                                                                 | Finlandia                                                                | 4 – 2                                                                    | Danimarca                                                                | Campionato nordico di calcio                                             | -                                                                        |                                                                          |
| 14-7-1933                                                                | Stoccolma                                                                | Svezia                                                                   | 2 – 0                                                                    | Finlandia                                                                | Campionato nordico di calcio                                             | -                                                                        |                                                                          |
| 9-8-1933                                                                 | Helsinki                                                                 | Finlandia                                                                | 9 – 2                                                                    | Lituania                                                                 | Amichevole                                                               | -                                                                        |                                                                          |
| 16-8-1933                                                                | Helsinki                                                                 | Finlandia                                                                | 2 – 1                                                                    | Estonia                                                                  | Amichevole                                                               | -                                                                        |                                                                          |
| 3-9-1933                                                                 | Helsinki                                                                 | Finlandia                                                                | 1 – 5                                                                    | Norvegia                                                                 | Campionato nordico di calcio                                             | -                                                                        |                                                                          |
| 8-10-1933                                                                | Copenaghen                                                               | Danimarca                                                                | 2 – 0                                                                    | Finlandia                                                                | Campionato nordico di calcio                                             | -                                                                        |                                                                          |
| 3-7-1934                                                                 | Helsinki                                                                 | Finlandia                                                                | 2 – 1                                                                    | Danimarca                                                                | Campionato nordico di calcio                                             | -                                                                        |                                                                          |
| 8-8-1934                                                                 | Tallinn                                                                  | Estonia                                                                  | 1 – 1                                                                    | Finlandia                                                                | Amichevole                                                               | -                                                                        |                                                                          |
| 9-8-1934                                                                 | Tallinn                                                                  | Finlandia                                                                | 4 – 3                                                                    | Ungheria                                                                 | Amichevole                                                               | -                                                                        |                                                                          |
| 14-8-1934                                                                | Riga                                                                     | Lettonia                                                                 | 1 – 1                                                                    | Finlandia                                                                | Amichevole                                                               | -                                                                        |                                                                          |
| 16-8-1934                                                                | Kaunas                                                                   | Lituania                                                                 | 1 – 0                                                                    | Finlandia                                                                | Amichevole                                                               | -                                                                        |                                                                          |
| 2-9-1934                                                                 | Aker                                                                     | Norvegia                                                                 | 4 – 2                                                                    | Finlandia                                                                | Campionato nordico di calcio                                             | -                                                                        |                                                                          |
| 23-9-1934                                                                | Helsinki                                                                 | Finlandia                                                                | 5 – 4                                                                    | Svezia                                                                   | Campionato nordico di calcio                                             | -                                                                        |                                                                          |
| 6-6-1935                                                                 | Helsinki                                                                 | Finlandia                                                                | 4 – 1                                                                    | Lettonia                                                                 | Amichevole                                                               | -                                                                        |                                                                          |
| 12-6-1935                                                                | Stoccolma                                                                | Svezia                                                                   | 2 – 2                                                                    | Finlandia                                                                | Campionato nordico di calcio                                             | -                                                                        |                                                                          |
| 7-8-1935                                                                 | Helsinki                                                                 | Finlandia                                                                | 2 – 2                                                                    | Estonia                                                                  | Amichevole                                                               | -                                                                        |                                                                          |
| 18-8-1935                                                                | Monaco di Baviera                                                        | Germania                                                                 | 6 – 0                                                                    | Finlandia                                                                | Amichevole                                                               | -                                                                        |                                                                          |
| 8-9-1935                                                                 | Helsinki                                                                 | Finlandia                                                                | 1 – 5                                                                    | Norvegia                                                                 | Campionato nordico di calcio                                             | -                                                                        |                                                                          |
| 6-10-1935                                                                | Copenaghen                                                               | Danimarca                                                                | 5 – 1                                                                    | Finlandia                                                                | Campionato nordico di calcio                                             | -                                                                        |                                                                          |
| 30-6-1936                                                                | Helsinki                                                                 | Finlandia                                                                | 1 – 4                                                                    | Danimarca                                                                | Campionato nordico di calcio                                             | -                                                                        |                                                                          |
| 6-8-1936                                                                 | Berlino                                                                  | Finlandia                                                                | 3 – 7                                                                    | Perù                                                                     | Olimpiadi 1936                                                           | -                                                                        |                                                                          |
| 20-8-1936                                                                | Tallinn                                                                  | Estonia                                                                  | 2 – 2                                                                    | Finlandia                                                                | Amichevole                                                               | -                                                                        |                                                                          |
| 6-9-1936                                                                 | Aker                                                                     | Norvegia                                                                 | 0 – 2                                                                    | Finlandia                                                                | Campionato nordico di calcio                                             | -                                                                        |                                                                          |
| 27-9-1936                                                                | Helsinki                                                                 | Finlandia                                                                | 1 – 2                                                                    | Svezia                                                                   | Campionato nordico di calcio                                             | -                                                                        |                                                                          |
| 20-5-1937                                                                | Helsinki                                                                 | Finlandia                                                                | 0 – 8                                                                    | Inghilterra                                                              | Amichevole                                                               | -                                                                        |                                                                          |
| 16-6-1937                                                                | Solna                                                                    | Svezia                                                                   | 4 – 0                                                                    | Finlandia                                                                | Qual. Mondiali 1950                                                      | -                                                                        |                                                                          |
| 29-6-1937                                                                | Helsinki                                                                 | Finlandia                                                                | 0 – 2                                                                    | Germania                                                                 | Qual. Mondiali 1938                                                      | -                                                                        |                                                                          |
| 19-8-1937                                                                | Turku                                                                    | Finlandia                                                                | 0 – 1                                                                    | Estonia                                                                  | Qual. Mondiali 1938                                                      | -                                                                        |                                                                          |
| 5-9-1937                                                                 | Helsinki                                                                 | Finlandia                                                                | 0 – 2                                                                    | Norvegia                                                                 | Campionato nordico di calcio                                             | -                                                                        |                                                                          |
| 17-10-1937                                                               | Copenaghen                                                               | Danimarca                                                                | 2 – 1                                                                    | Finlandia                                                                | Campionato nordico di calcio                                             | -                                                                        |                                                                          |
| 15-6-1938                                                                | Solna                                                                    | Svezia                                                                   | 2 – 0                                                                    | Finlandia                                                                | Amichevole                                                               | -                                                                        |                                                                          |
| 17-6-1938                                                                | Aker                                                                     | Norvegia                                                                 | 9 – 0                                                                    | Finlandia                                                                | Campionato nordico di calcio                                             | -                                                                        |                                                                          |
| 4-7-1938                                                                 | Helsinki                                                                 | Finlandia                                                                | 2 – 4                                                                    | Svezia                                                                   | Campionato nordico di calcio                                             | -                                                                        |                                                                          |
| 17-8-1938                                                                | Tallinn                                                                  | Estonia                                                                  | 1 – 3                                                                    | Finlandia                                                                | Amichevole                                                               | -                                                                        |                                                                          |
| 31-8-1938                                                                | Helsinki                                                                 | Finlandia                                                                | 2 – 1                                                                    | Danimarca                                                                | Campionato nordico di calcio                                             | -                                                                        |                                                                          |
| 18-9-1938                                                                | Helsinki                                                                 | Finlandia                                                                | 3 – 1                                                                    | Lituania                                                                 | Amichevole                                                               | -                                                                        |                                                                          |
| 9-6-1939                                                                 | Solna                                                                    | Svezia                                                                   | 5 – 1                                                                    | Finlandia                                                                | Campionato nordico di calcio                                             | -                                                                        |                                                                          |
| 15-6-1939                                                                | Copenaghen                                                               | Danimarca                                                                | 5 – 0                                                                    | Finlandia                                                                | Amichevole                                                               | -                                                                        |                                                                          |
| 20-7-1939                                                                | Helsinki                                                                 | Finlandia                                                                | 2 – 3                                                                    | Italia                                                                   | Amichevole                                                               | -                                                                        |                                                                          |
| 4-8-1939                                                                 | Helsinki                                                                 | Finlandia                                                                | 4 – 2                                                                    | Estonia                                                                  | Amichevole                                                               | -                                                                        |                                                                          |
| 3-9-1939                                                                 | Helsinki                                                                 | Finlandia                                                                | 1 – 2                                                                    | Norvegia                                                                 | Campionato nordico di calcio                                             | -                                                                        |                                                                          |
| 17-9-1939                                                                | Copenaghen                                                               | Danimarca                                                                | 8 – 1                                                                    | Finlandia                                                                | Campionato nordico di calcio                                             | -                                                                        |                                                                          |
| 24-9-1939                                                                | Helsinki                                                                 | Finlandia                                                                | 0 – 3                                                                    | Lettonia                                                                 | Amichevole                                                               | -                                                                        |                                                                          |
| 29-8-1940                                                                | Helsinki                                                                 | Finlandia                                                                | 2 – 3                                                                    | Svezia                                                                   | Amichevole                                                               | -                                                                        |                                                                          |
| 1-9-1940                                                                 | Lipsia                                                                   | Germania                                                                 | 13 – 0                                                                   | Finlandia                                                                | Amichevole                                                               | -                                                                        |                                                                          |
| 22-9-1940                                                                | Solna                                                                    | Svezia                                                                   | 5 – 0                                                                    | Finlandia                                                                | Amichevole                                                               | -                                                                        |                                                                          |
| 5-10-1941                                                                | Helsinki                                                                 | Finlandia                                                                | 0 – 6                                                                    | Germania                                                                 | Amichevole                                                               | -                                                                        |                                                                          |
| 15-9-1943                                                                | Helsinki                                                                 | Finlandia                                                                | 0 – 3                                                                    | Ungheria                                                                 | Amichevole                                                               | -                                                                        |                                                                          |
| 3-10-1943                                                                | Helsinki                                                                 | Finlandia                                                                | 1 – 1                                                                    | Svezia                                                                   | Amichevole                                                               | -                                                                        |                                                                          |
| 26-8-1945                                                                | Göteborg                                                                 | Svezia                                                                   | 7 – 2                                                                    | Finlandia                                                                | Amichevole                                                               | -                                                                        |                                                                          |
| 30-9-1945                                                                | Helsinki                                                                 | Finlandia                                                                | 1 – 6                                                                    | Svezia                                                                   | Amichevole                                                               | -                                                                        |                                                                          |
| 28-6-1946                                                                | Bergen                                                                   | Norvegia                                                                 | 12 – 0                                                                   | Finlandia                                                                | Amichevole                                                               | -                                                                        |                                                                          |
| 1-9-1946                                                                 | Helsinki                                                                 | Finlandia                                                                | 2 – 5                                                                    | Danimarca                                                                | Amichevole                                                               | -                                                                        |                                                                          |
| 15-9-1946                                                                | Helsinki                                                                 | Finlandia                                                                | 0 – 7                                                                    | Svezia                                                                   | Amichevole                                                               | -                                                                        |                                                                          |
| 26-6-1947                                                                | Helsinki                                                                 | Finlandia                                                                | 1 – 2                                                                    | Norvegia                                                                 | Amichevole                                                               | -                                                                        |                                                                          |
| 24-8-1947                                                                | Borås                                                                    | Svezia                                                                   | 7 – 0                                                                    | Finlandia                                                                | Campionato nordico di calcio                                             | -                                                                        |                                                                          |
| 7-9-1947                                                                 | Helsinki                                                                 | Finlandia                                                                | 3 – 3                                                                    | Norvegia                                                                 | Campionato nordico di calcio                                             | -                                                                        |                                                                          |
| 17-9-1947                                                                | Helsinki                                                                 | Finlandia                                                                | 1 – 4                                                                    | Polonia                                                                  | Amichevole                                                               | -                                                                        |                                                                          |
| 5-10-1947                                                                | Aarhus                                                                   | Danimarca                                                                | 4 – 1                                                                    | Finlandia                                                                | Campionato nordico di calcio                                             | -                                                                        |                                                                          |
| 15-6-1948                                                                | Helsinki                                                                 | Finlandia                                                                | 0 – 3                                                                    | Danimarca                                                                | Campionato nordico di calcio                                             | -                                                                        |                                                                          |
| 2-7-1948                                                                 | Reykjavík                                                                | Islanda                                                                  | 2 – 0                                                                    | Finlandia                                                                | Amichevole                                                               | -                                                                        |                                                                          |
| 5-9-1948                                                                 | Oslo                                                                     | Norvegia                                                                 | 2 – 0                                                                    | Finlandia                                                                | Campionato nordico di calcio                                             | -                                                                        |                                                                          |
| 19-9-1948                                                                | Helsinki                                                                 | Finlandia                                                                | 2 – 2                                                                    | Svezia                                                                   | Campionato nordico di calcio                                             | -                                                                        |                                                                          |
| 17-10-1948                                                               | Varsavia                                                                 | Polonia                                                                  | 1 – 0                                                                    | Finlandia                                                                | Amichevole                                                               | -                                                                        |                                                                          |
| 15-5-1949                                                                | Helsinki                                                                 | Finlandia                                                                | 0 – 4                                                                    | Inghilterra                                                              | Amichevole                                                               | -                                                                        |                                                                          |
| 16-6-1949                                                                | Helsinki                                                                 | Finlandia                                                                | 1 – 4                                                                    | Paesi Bassi                                                              | Amichevole                                                               | -                                                                        |                                                                          |
| 8-7-1949                                                                 | Helsinki                                                                 | Finlandia                                                                | 1 – 1                                                                    | Norvegia                                                                 | Campionato nordico di calcio                                             | -                                                                        |                                                                          |
| 8-9-1949                                                                 | Dublino                                                                  | Irlanda                                                                  | 3 – 0                                                                    | Finlandia                                                                | Qual. Mondiali 1950                                                      | -                                                                        |                                                                          |
| 11-9-1949                                                                | Copenaghen                                                               | Danimarca                                                                | 0 – 2                                                                    | Finlandia                                                                | Campionato nordico di calcio                                             | -                                                                        |                                                                          |
| 2-10-1949                                                                | Malmö                                                                    | Svezia                                                                   | 8 – 1                                                                    | Finlandia                                                                | Campionato nordico di calcio                                             | -                                                                        |                                                                          |
| 9-10-1949                                                                | Helsinki                                                                 | Finlandia                                                                | 1 – 1                                                                    | Irlanda                                                                  | Qual. Mondiali 1950                                                      | -                                                                        |                                                                          |
| 11-6-1950                                                                | Helsinki                                                                 | Finlandia                                                                | 4 – 1                                                                    | Paesi Bassi                                                              | Amichevole                                                               | -                                                                        |                                                                          |
| 27-8-1950                                                                | Helsinki                                                                 | Finlandia                                                                | 1 – 2                                                                    | Danimarca                                                                | Campionato nordico di calcio                                             | -                                                                        |                                                                          |
| 7-9-1950                                                                 | Helsinki                                                                 | Finlandia                                                                | 3 – 2                                                                    | Jugoslavia                                                               | Amichevole                                                               | -                                                                        |                                                                          |
| 10-9-1950                                                                | Oslo                                                                     | Norvegia                                                                 | 4 – 1                                                                    | Finlandia                                                                | Campionato nordico di calcio                                             | -                                                                        |                                                                          |
| 24-9-1950                                                                | Helsinki                                                                 | Finlandia                                                                | 0 – 1                                                                    | Svezia                                                                   | Campionato nordico di calcio                                             | -                                                                        |                                                                          |
| 10-5-1951                                                                | Swindon                                                                  | Inghilterra                                                              | 3 – 2                                                                    | Finlandia                                                                | Amichevole                                                               | -                                                                        |                                                                          |
| 16-8-1951                                                                | Helsinki                                                                 | Finlandia                                                                | 1 – 1                                                                    | Norvegia                                                                 | Campionato nordico di calcio                                             | -                                                                        |                                                                          |
| 2-9-1951                                                                 | Solna                                                                    | Svezia                                                                   | 3 – 2                                                                    | Finlandia                                                                | Campionato nordico di calcio                                             | -                                                                        |                                                                          |
| 30-9-1951                                                                | Copenaghen                                                               | Danimarca                                                                | 1 – 0                                                                    | Finlandia                                                                | Campionato nordico di calcio                                             | -                                                                        |                                                                          |
| 27-10-1951                                                               | Rotterdam                                                                | Paesi Bassi                                                              | 4 – 4                                                                    | Finlandia                                                                | Amichevole                                                               | -                                                                        |                                                                          |
| 4-11-1951                                                                | Lussemburgo                                                              | Lussemburgo                                                              | 3 – 0                                                                    | Finlandia                                                                | Amichevole                                                               | -                                                                        |                                                                          |
| 18-11-1951                                                               | Budapest                                                                 | Ungheria                                                                 | 8 – 0                                                                    | Finlandia                                                                | Amichevole                                                               | -                                                                        |                                                                          |
| 10-6-1952                                                                | Oslo                                                                     | Norvegia                                                                 | 1 – 2                                                                    | Finlandia                                                                | Amichevole                                                               | -                                                                        |                                                                          |
| 13-6-1952                                                                | Oslo                                                                     | Finlandia                                                                | 3 – 1                                                                    | Svezia                                                                   | Amichevole                                                               | -                                                                        |                                                                          |
| 22-6-1952                                                                | Helsinki                                                                 | Finlandia                                                                | 1 – 6                                                                    | Ungheria                                                                 | Amichevole                                                               | -                                                                        |                                                                          |
| 19-7-1952                                                                | Helsinki                                                                 | Finlandia                                                                | 3 – 4                                                                    | Austria                                                                  | Olimpiadi 1952                                                           | -                                                                        |                                                                          |
| 4-8-1952                                                                 | Helsinki                                                                 | Finlandia                                                                | 4 – 0                                                                    | Cina                                                                     | Amichevole                                                               | -                                                                        |                                                                          |
| 31-8-1952                                                                | Oslo                                                                     | Norvegia                                                                 | 7 – 2                                                                    | Finlandia                                                                | Campionato nordico di calcio                                             | -                                                                        |                                                                          |
| 21-9-1952                                                                | Helsinki                                                                 | Finlandia                                                                | 1 – 8                                                                    | Svezia                                                                   | Campionato nordico di calcio                                             | -                                                                        |                                                                          |
| 5-10-1952                                                                | Helsinki                                                                 | Finlandia                                                                | 2 – 1                                                                    | Danimarca                                                                | Campionato nordico di calcio                                             | -                                                                        |                                                                          |
| 25-5-1953                                                                | Helsinki                                                                 | Finlandia                                                                | 2 – 4                                                                    | Belgio                                                                   | Qual. Mondiali 1954                                                      | -                                                                        |                                                                          |
| 5-8-1953                                                                 | Helsinki                                                                 | Finlandia                                                                | 3 – 3                                                                    | Svezia                                                                   | Qual. Mondiali 1954                                                      | -                                                                        |                                                                          |
| 16-8-1953                                                                | Solna                                                                    | Svezia                                                                   | 4 – 0                                                                    | Finlandia                                                                | Qual. Mondiali 1954                                                      | -                                                                        |                                                                          |
| 30-8-1953                                                                | Helsinki                                                                 | Finlandia                                                                | 1 – 4                                                                    | Norvegia                                                                 | Campionato nordico di calcio                                             | -                                                                        |                                                                          |
| 23-9-1953                                                                | Bruxelles                                                                | Belgio                                                                   | 2 – 2                                                                    | Finlandia                                                                | Qual. Mondiali 1954                                                      | -                                                                        |                                                                          |
| 4-10-1953                                                                | Copenaghen                                                               | Danimarca                                                                | 6 – 1                                                                    | Finlandia                                                                | Campionato nordico di calcio                                             | -                                                                        |                                                                          |
| 25-5-1954                                                                | Helsinki                                                                 | Finlandia                                                                | 1 – 2                                                                    | Scozia                                                                   | Amichevole                                                               | -                                                                        |                                                                          |
| 4-6-1954                                                                 | Göteborg                                                                 | Svezia                                                                   | 6 – 0                                                                    | Finlandia                                                                | Amichevole                                                               | -                                                                        |                                                                          |
| 13-6-1954                                                                | Helsinki                                                                 | Finlandia                                                                | 2 – 2                                                                    | Danimarca                                                                | Campionato nordico di calcio                                             | -                                                                        |                                                                          |
| 15-8-1954                                                                | Helsinki                                                                 | Finlandia                                                                | 1 – 10                                                                   | Svezia                                                                   | Campionato nordico di calcio                                             | -                                                                        |                                                                          |
| 29-8-1954                                                                | Oslo                                                                     | Norvegia                                                                 | 3 – 1                                                                    | Finlandia                                                                | Campionato nordico di calcio                                             | -                                                                        |                                                                          |
| 19-5-1955                                                                | Helsinki                                                                 | Finlandia                                                                | 1 – 9                                                                    | Ungheria                                                                 | Amichevole                                                               | -                                                                        |                                                                          |
| 19-6-1955                                                                | Copenaghen                                                               | Danimarca                                                                | 2 – 1                                                                    | Finlandia                                                                | Campionato nordico di calcio                                             | -                                                                        |                                                                          |
| 14-8-1955                                                                | Helsinki                                                                 | Finlandia                                                                | 1 – 3                                                                    | Norvegia                                                                 | Campionato nordico di calcio                                             | -                                                                        |                                                                          |
| 28-8-1955                                                                | Helsingborg                                                              | Svezia                                                                   | 3 – 0                                                                    | Finlandia                                                                | Campionato nordico di calcio                                             | -                                                                        |                                                                          |
| 11-9-1955                                                                | Helsinki                                                                 | Finlandia                                                                | 1 – 3                                                                    | Polonia                                                                  | Amichevole                                                               | -                                                                        |                                                                          |
| 13-11-1955                                                               | Spalato                                                                  | Jugoslavia                                                               | 8 – 0                                                                    | Finlandia                                                                | Amichevole                                                               | -                                                                        |                                                                          |
| 20-5-1956                                                                | Helsinki                                                                 | Finlandia                                                                | 1 – 5                                                                    | Inghilterra                                                              | Amichevole                                                               | -                                                                        |                                                                          |
| 10-6-1956                                                                | Helsinki                                                                 | Finlandia                                                                | 1 – 3                                                                    | Svezia                                                                   | Campionato nordico di calcio                                             | -                                                                        |                                                                          |
| 29-6-1956                                                                | Helsinki                                                                 | Finlandia                                                                | 2 – 1                                                                    | Islanda                                                                  | Amichevole                                                               | -                                                                        |                                                                          |
| 26-8-1956                                                                | Oslo                                                                     | Norvegia                                                                 | 1 – 1                                                                    | Finlandia                                                                | Campionato nordico di calcio                                             | -                                                                        |                                                                          |
| 16-9-1956                                                                | Helsinki                                                                 | Finlandia                                                                | 0 – 4                                                                    | Danimarca                                                                | Campionato nordico di calcio                                             | -                                                                        |                                                                          |
| 4-11-1956                                                                | Cracovia                                                                 | Polonia                                                                  | 5 – 0                                                                    | Finlandia                                                                | Amichevole                                                               | -                                                                        |                                                                          |
| 18-6-1957                                                                | Helsinki                                                                 | Finlandia                                                                | 2 – 0                                                                    | Danimarca                                                                | Amichevole                                                               | -                                                                        |                                                                          |
| 19-6-1957                                                                | Helsinki                                                                 | Finlandia                                                                | 1 – 5                                                                    | Svezia                                                                   | Amichevole                                                               | -                                                                        |                                                                          |
| 5-7-1957                                                                 | Helsinki                                                                 | Finlandia                                                                | 1 – 3                                                                    | Polonia                                                                  | Qual. Mondiali 1958                                                      | -                                                                        |                                                                          |
| 27-7-1957                                                                | Mosca                                                                    | Unione Sovietica                                                         | 2 – 1                                                                    | Finlandia                                                                | Qual. Mondiali 1958                                                      | -                                                                        |                                                                          |
| 15-8-1957                                                                | Helsinki                                                                 | Finlandia                                                                | 0 – 10                                                                   | Unione Sovietica                                                         | Qual. Mondiali 1958                                                      | -                                                                        |                                                                          |
| 1-9-1957                                                                 | Helsinki                                                                 | Finlandia                                                                | 0 – 4                                                                    | Norvegia                                                                 | Campionato nordico di calcio                                             | -                                                                        |                                                                          |
| 15-9-1957                                                                | Helsinki                                                                 | Finlandia                                                                | 4 – 3                                                                    | Inghilterra                                                              | Amichevole                                                               | -                                                                        |                                                                          |
| 22-9-1957                                                                | Solna                                                                    | Svezia                                                                   | 5 – 1                                                                    | Finlandia                                                                | Campionato nordico di calcio                                             | -                                                                        |                                                                          |
| 13-10-1957                                                               | Copenaghen                                                               | Danimarca                                                                | 3 – 0                                                                    | Finlandia                                                                | Campionato nordico di calcio                                             | -                                                                        |                                                                          |
| 3-11-1957                                                                | Varsavia                                                                 | Polonia                                                                  | 4 – 0                                                                    | Finlandia                                                                | Qual. Mondiali 1958                                                      | -                                                                        |                                                                          |
| 15-6-1958                                                                | Oslo                                                                     | Norvegia                                                                 | 2 – 0                                                                    | Finlandia                                                                | Campionato nordico di calcio                                             | -                                                                        |                                                                          |
| 20-8-1958                                                                | Helsinki                                                                 | Finlandia                                                                | 1 – 7                                                                    | Svezia                                                                   | Campionato nordico di calcio                                             | -                                                                        |                                                                          |
| 14-9-1958                                                                | Helsinki                                                                 | Finlandia                                                                | 1 – 4                                                                    | Danimarca                                                                | Campionato nordico di calcio                                             | -                                                                        |                                                                          |
| 11-10-1958                                                               | Dulwich                                                                  | Inghilterra                                                              | 3 – 2                                                                    | Finlandia                                                                | Amichevole                                                               | -                                                                        |                                                                          |
| 28-6-1959                                                                | Helsinki                                                                 | Finlandia                                                                | 2 – 4                                                                    | Norvegia                                                                 | Campionato nordico di calcio                                             | -                                                                        |                                                                          |
| 2-8-1959                                                                 | Malmö                                                                    | Svezia                                                                   | 3 – 1                                                                    | Finlandia                                                                | Campionato nordico di calcio                                             | -                                                                        |                                                                          |
| 6-9-1959                                                                 | Helsinki                                                                 | Finlandia                                                                | 3 – 2                                                                    | Germania Est                                                             | Amichevole                                                               | -                                                                        |                                                                          |
| 4-10-1959                                                                | Copenaghen                                                               | Danimarca                                                                | 4 – 0                                                                    | Finlandia                                                                | Campionato nordico di calcio                                             | -                                                                        |                                                                          |
| 18-10-1959                                                               | Helsinki                                                                 | Finlandia                                                                | 1 – 3                                                                    | Polonia                                                                  | Qual. Olimpiadi 1960                                                     | -                                                                        |                                                                          |
| 8-11-1959                                                                | Chorzów                                                                  | Polonia                                                                  | 6 – 2                                                                    | Finlandia                                                                | Qual. Olimpiadi 1960                                                     | -                                                                        |                                                                          |
| 11-11-1959                                                               | Siegen                                                                   | Germania Ovest                                                           | 2 – 1                                                                    | Finlandia                                                                | Qual. Olimpiadi 1960                                                     | -                                                                        |                                                                          |
| 18-5-1960                                                                | Helsinki                                                                 | Finlandia                                                                | 3 – 2                                                                    | Germania Ovest                                                           | Qual. Olimpiadi 1960                                                     | -                                                                        |                                                                          |
| 22-6-1960                                                                | Helsinki                                                                 | Finlandia                                                                | 0 – 3                                                                    | Svezia                                                                   | Campionato nordico di calcio                                             | -                                                                        |                                                                          |
| 10-8-1960                                                                | Copenaghen                                                               | Danimarca                                                                | 2 – 1                                                                    | Finlandia                                                                | Campionato nordico di calcio                                             | -                                                                        |                                                                          |
| 28-8-1960                                                                | Oslo                                                                     | Norvegia                                                                 | 6 – 3                                                                    | Finlandia                                                                | Campionato nordico di calcio                                             | -                                                                        |                                                                          |
| 25-9-1960                                                                | Helsinki                                                                 | Finlandia                                                                | 1 – 2                                                                    | Francia                                                                  | Qual. Mondiali 1962                                                      | -                                                                        |                                                                          |
| 30-10-1960                                                               | Rostock                                                                  | Germania Est                                                             | 5 – 1                                                                    | Finlandia                                                                | Amichevole                                                               | -                                                                        |                                                                          |
| 16-6-1961                                                                | Helsinki                                                                 | Finlandia                                                                | 0 – 2                                                                    | Bulgaria                                                                 | Qual. Mondiali 1962                                                      | -                                                                        |                                                                          |
| 27-6-1961                                                                | Helsinki                                                                 | Finlandia                                                                | 4 – 1                                                                    | Norvegia                                                                 | Campionato nordico di calcio                                             | -                                                                        |                                                                          |
| 9-8-1961                                                                 | Norrköping                                                               | Svezia                                                                   | 4 – 0                                                                    | Finlandia                                                                | Campionato nordico di calcio                                             | -                                                                        |                                                                          |
| 28-9-1961                                                                | Parigi                                                                   | Francia                                                                  | 5 – 1                                                                    | Finlandia                                                                | Qual. Mondiali 1962                                                      | -                                                                        |                                                                          |
| 15-10-1961                                                               | Copenaghen                                                               | Danimarca                                                                | 9 – 1                                                                    | Finlandia                                                                | Campionato nordico di calcio                                             | -                                                                        |                                                                          |
| 29-10-1961                                                               | Sofia                                                                    | Bulgaria                                                                 | 3 – 1                                                                    | Finlandia                                                                | Qual. Mondiali 1962                                                      | -                                                                        |                                                                          |
| 19-6-1962                                                                | Helsinki                                                                 | Finlandia                                                                | 0 – 3                                                                    | Svezia                                                                   | Campionato nordico di calcio                                             | -                                                                        |                                                                          |
| 26-8-1962                                                                | Bergen                                                                   | Norvegia                                                                 | 2 – 1                                                                    | Finlandia                                                                | Campionato nordico di calcio                                             | -                                                                        |                                                                          |
| 16-9-1962                                                                | Helsinki                                                                 | Finlandia                                                                | 1 – 6                                                                    | Danimarca                                                                | Campionato nordico di calcio                                             | -                                                                        |                                                                          |
| 3-6-1963                                                                 | Copenaghen                                                               | Danimarca                                                                | 1 – 1                                                                    | Finlandia                                                                | Campionato nordico di calcio                                             | -                                                                        |                                                                          |
| 27-6-1963                                                                | Helsinki                                                                 | Finlandia                                                                | 2 – 0                                                                    | Norvegia                                                                 | Campionato nordico di calcio                                             | -                                                                        |                                                                          |
| 22-7-1963                                                                | Kiev                                                                     | Unione Sovietica                                                         | 7 – 0                                                                    | Finlandia                                                                | Qual. Olimpiadi 1964                                                     | -                                                                        |                                                                          |
| 1-8-1963                                                                 | Helsinki                                                                 | Finlandia                                                                | 0 – 4                                                                    | Unione Sovietica                                                         | Qual. Olimpiadi 1964                                                     | -                                                                        |                                                                          |
| 14-8-1963                                                                | Solna                                                                    | Svezia                                                                   | 0 – 0                                                                    | Finlandia                                                                | Campionato nordico di calcio                                             | -                                                                        |                                                                          |
| 7-6-1964                                                                 | Helsinki                                                                 | Finlandia                                                                | 1 – 4                                                                    | Germania Ovest                                                           | Amichevole                                                               | -                                                                        |                                                                          |
| 2-8-1964                                                                 | Helsinki                                                                 | Finlandia                                                                | 1 – 0                                                                    | Svezia                                                                   | Campionato nordico di calcio                                             | -                                                                        |                                                                          |
| 20-8-1964                                                                | Trondheim                                                                | Norvegia                                                                 | 2 – 0                                                                    | Finlandia                                                                | Campionato nordico di calcio                                             | -                                                                        |                                                                          |
| 23-8-1964                                                                | Reykjavík                                                                | Islanda                                                                  | 0 – 2                                                                    | Finlandia                                                                | Amichevole                                                               | -                                                                        |                                                                          |
| 6-9-1964                                                                 | Helsinki                                                                 | Finlandia                                                                | 2 – 1                                                                    | Danimarca                                                                | Campionato nordico di calcio                                             | -                                                                        |                                                                          |
| 21-10-1964                                                               | Glasgow                                                                  | Scozia                                                                   | 3 – 1                                                                    | Finlandia                                                                | Qual. Mondiali 1966                                                      | -                                                                        |                                                                          |
| 4-11-1964                                                                | Genova                                                                   | Italia                                                                   | 6 – 1                                                                    | Finlandia                                                                | Qual. Mondiali 1966                                                      | -                                                                        |                                                                          |
| 27-5-1965                                                                | Helsinki                                                                 | Finlandia                                                                | 1 – 2                                                                    | Scozia                                                                   | Qual. Mondiali 1966                                                      | -                                                                        |                                                                          |
| 9-6-1965                                                                 | Copenaghen                                                               | Danimarca                                                                | 3 – 1                                                                    | Finlandia                                                                | Campionato nordico di calcio                                             | -                                                                        |                                                                          |
| 23-6-1965                                                                | Helsinki                                                                 | Finlandia                                                                | 0 – 2                                                                    | Italia                                                                   | Qual. Mondiali 1966                                                      | -                                                                        |                                                                          |
| 8-8-1965                                                                 | Helsinki                                                                 | Finlandia                                                                | 4 – 0                                                                    | Norvegia                                                                 | Campionato nordico di calcio                                             | -                                                                        |                                                                          |
| 22-8-1965                                                                | Luleå                                                                    | Svezia                                                                   | 2 – 2                                                                    | Finlandia                                                                | Campionato nordico di calcio                                             | -                                                                        |                                                                          |
| 26-9-1965                                                                | Helsinki                                                                 | Finlandia                                                                | 2 – 0                                                                    | Polonia                                                                  | Qual. Mondiali 1966                                                      | -                                                                        |                                                                          |
| 24-10-1965                                                               | Stettino                                                                 | Polonia                                                                  | 7 – 0                                                                    | Finlandia                                                                | Qual. Mondiali 1966                                                      | -                                                                        |                                                                          |
| 27-10-1965                                                               | Wiesbaden                                                                | Germania Ovest                                                           | 6 – 2                                                                    | Finlandia                                                                | Amichevole                                                               | -                                                                        |                                                                          |
| 8-5-1966                                                                 | Helsinki                                                                 | Finlandia                                                                | 0 – 3                                                                    | Israele                                                                  | Amichevole                                                               | -                                                                        |                                                                          |
| 4-6-1966                                                                 | Helsinki                                                                 | Finlandia                                                                | 1 – 0                                                                    | Svezia                                                                   | Campionato nordico di calcio                                             | -                                                                        |                                                                          |
| 26-6-1966                                                                | Helsinki                                                                 | Finlandia                                                                | 0 – 3                                                                    | Inghilterra                                                              | Amichevole                                                               | -                                                                        |                                                                          |
| 14-8-1966                                                                | Stavanger                                                                | Norvegia                                                                 | 1 – 1                                                                    | Finlandia                                                                | Campionato nordico di calcio                                             | -                                                                        |                                                                          |
| 18-9-1966                                                                | Helsinki                                                                 | Finlandia                                                                | 2 – 1                                                                    | Danimarca                                                                | Campionato nordico di calcio                                             | -                                                                        |                                                                          |
| 2-10-1966                                                                | Helsinki                                                                 | Finlandia                                                                | 0 – 0                                                                    | Austria                                                                  | Qual. Euro 1968                                                          | -                                                                        |                                                                          |
| 16-10-1966                                                               | Salonicco                                                                | Grecia                                                                   | 2 – 1                                                                    | Finlandia                                                                | Qual. Euro 1968                                                          | -                                                                        |                                                                          |
| 10-5-1967                                                                | Helsinki                                                                 | Finlandia                                                                | 1 – 1                                                                    | Grecia                                                                   | Qual. Euro 1968                                                          | -                                                                        |                                                                          |
| 24-5-1967                                                                | Helsinki                                                                 | Finlandia                                                                | 0 – 0                                                                    | Paesi Bassi                                                              | Qual. Olimpiadi 1968                                                     | -                                                                        |                                                                          |
| 1-6-1967                                                                 | Helsinki                                                                 | Finlandia                                                                | 0 – 2                                                                    | Norvegia                                                                 | Campionato nordico di calcio                                             | -                                                                        |                                                                          |
| 14-6-1967                                                                | Arnhem                                                                   | Paesi Bassi                                                              | 0 – 1                                                                    | Finlandia                                                                | Qual. Olimpiadi 1968                                                     | -                                                                        |                                                                          |
| 10-8-1967                                                                | Solna                                                                    | Svezia                                                                   | 2 – 0                                                                    | Finlandia                                                                | Campionato nordico di calcio                                             | -                                                                        |                                                                          |
| 30-8-1967                                                                | Mosca                                                                    | Unione Sovietica                                                         | 2 – 0                                                                    | Finlandia                                                                | Qual. Euro 1968                                                          | -                                                                        |                                                                          |
| 6-9-1967                                                                 | Turku                                                                    | Finlandia                                                                | 2 – 5                                                                    | Unione Sovietica                                                         | Qual. Euro 1968                                                          | -                                                                        |                                                                          |
| 24-9-1967                                                                | Vienna                                                                   | Austria                                                                  | 2 – 1                                                                    | Finlandia                                                                | Qual. Euro 1968                                                          | -                                                                        |                                                                          |
| 15-10-1967                                                               | Helsinki                                                                 | Finlandia                                                                | 1 – 1                                                                    | Francia                                                                  | Qual. Olimpiadi 1968                                                     | -                                                                        |                                                                          |
| 22-10-1967                                                               | Copenaghen                                                               | Danimarca                                                                | 3 – 0                                                                    | Finlandia                                                                | Campionato nordico di calcio                                             | -                                                                        |                                                                          |
| 29-10-1967                                                               | Parigi                                                                   | Francia                                                                  | 3 – 1                                                                    | Finlandia                                                                | Qual. Olimpiadi 1968                                                     | -                                                                        |                                                                          |
| 4-6-1968                                                                 | Helsinki                                                                 | Finlandia                                                                | 1 – 3                                                                    | Danimarca                                                                | Campionato nordico di calcio                                             | -                                                                        |                                                                          |
| 19-6-1968                                                                | Helsinki                                                                 | Finlandia                                                                | 1 – 2                                                                    | Belgio                                                                   | Qual. Mondiali 1970                                                      | -                                                                        |                                                                          |
| 18-8-1968                                                                | Oslo                                                                     | Norvegia                                                                 | 4 – 1                                                                    | Finlandia                                                                | Campionato nordico di calcio                                             | -                                                                        |                                                                          |
| 11-9-1968                                                                | Helsinki                                                                 | Finlandia                                                                | 0 – 3                                                                    | Svezia                                                                   | Campionato nordico di calcio                                             | -                                                                        |                                                                          |
| 25-9-1968                                                                | Belgrado                                                                 | Jugoslavia                                                               | 9 – 1                                                                    | Finlandia                                                                | Qual. Mondiali 1970                                                      | -                                                                        |                                                                          |
| 9-10-1968                                                                | Waregem                                                                  | Belgio                                                                   | 6 – 1                                                                    | Finlandia                                                                | Qual. Mondiali 1970                                                      | -                                                                        |                                                                          |
| 2-4-1969                                                                 | Rotterdam                                                                | Paesi Bassi                                                              | 2 – 0                                                                    | Finlandia                                                                | Amichevole                                                               | -                                                                        |                                                                          |
| 15-5-1969                                                                | Helsinki                                                                 | Finlandia                                                                | 3 – 1                                                                    | Paesi Bassi                                                              | Amichevole                                                               | -                                                                        |                                                                          |
| 22-5-1969                                                                | Växjö                                                                    | Svezia                                                                   | 4 – 0                                                                    | Finlandia                                                                | Campionato nordico di calcio                                             | -                                                                        |                                                                          |
| 4-6-1969                                                                 | Helsinki                                                                 | Finlandia                                                                | 1 – 5                                                                    | Jugoslavia                                                               | Qual. Mondiali 1970                                                      | -                                                                        |                                                                          |
| 25-6-1969                                                                | Helsinki                                                                 | Finlandia                                                                | 2 – 0                                                                    | Spagna                                                                   | Qual. Mondiali 1970                                                      | -                                                                        |                                                                          |
| 24-7-1969                                                                | Helsinki                                                                 | Finlandia                                                                | 3 – 1                                                                    | Islanda                                                                  | Amichevole                                                               | -                                                                        |                                                                          |
| 24-8-1969                                                                | Helsinki                                                                 | Finlandia                                                                | 2 – 2                                                                    | Norvegia                                                                 | Campionato nordico di calcio                                             | -                                                                        |                                                                          |
| 10-9-1969                                                                | Copenaghen                                                               | Danimarca                                                                | 5 – 2                                                                    | Finlandia                                                                | Campionato nordico di calcio                                             | -                                                                        |                                                                          |
| 15-10-1969                                                               | La Línea de la Concepción                                                | Spagna                                                                   | 6 – 0                                                                    | Finlandia                                                                | Qual. Mondiali 1970                                                      | -                                                                        |                                                                          |
| 21-5-1970                                                                | Helsinki                                                                 | Finlandia                                                                | 0 – 0                                                                    | Germania Ovest                                                           | Amichevole                                                               | -                                                                        |                                                                          |
| 3-6-1970                                                                 | Helsinki                                                                 | Finlandia                                                                | 1 – 1                                                                    | Danimarca                                                                | Campionato nordico di calcio                                             | -                                                                        |                                                                          |
| 17-6-1970                                                                | Bergen                                                                   | Norvegia                                                                 | 2 – 0                                                                    | Finlandia                                                                | Campionato nordico di calcio                                             | -                                                                        |                                                                          |
| 26-8-1970                                                                | Helsinki                                                                 | Finlandia                                                                | 1 – 2                                                                    | Svezia                                                                   | Campionato nordico di calcio                                             | -                                                                        |                                                                          |
| 23-9-1970                                                                | Helsinki                                                                 | Finlandia                                                                | 1 – 3                                                                    | Inghilterra                                                              | Amichevole                                                               | -                                                                        |                                                                          |
| 7-10-1970                                                                | Praga                                                                    | Cecoslovacchia                                                           | 1 – 1                                                                    | Finlandia                                                                | Qual. Euro 1972                                                          | -                                                                        |                                                                          |
| 11-10-1970                                                               | Bucarest                                                                 | Romania                                                                  | 3 – 0                                                                    | Finlandia                                                                | Qual. Euro 1972                                                          | -                                                                        |                                                                          |
| 20-5-1971                                                                | Borås                                                                    | Svezia                                                                   | 4 – 1                                                                    | Finlandia                                                                | Campionato nordico di calcio                                             | -                                                                        |                                                                          |
| 26-5-1971                                                                | Helsinki                                                                 | Finlandia                                                                | 0 – 1                                                                    | Galles                                                                   | Qual. Euro 1972                                                          | -                                                                        |                                                                          |
| 16-6-1971                                                                | Helsinki                                                                 | Finlandia                                                                | 0 – 4                                                                    | Cecoslovacchia                                                           | Qual. Euro 1972                                                          | -                                                                        |                                                                          |
| 25-8-1971                                                                | Helsinki                                                                 | Finlandia                                                                | 1 – 1                                                                    | Norvegia                                                                 | Campionato nordico di calcio                                             | -                                                                        |                                                                          |
| 8-9-1971                                                                 | Copenaghen                                                               | Danimarca                                                                | 0 – 0                                                                    | Finlandia                                                                | Campionato nordico di calcio                                             | -                                                                        |                                                                          |
| 22-9-1971                                                                | Helsinki                                                                 | Finlandia                                                                | 0 – 4                                                                    | Romania                                                                  | Qual. Euro 1972                                                          | -                                                                        |                                                                          |
| 13-10-1971                                                               | Swansea                                                                  | Galles                                                                   | 3 – 0                                                                    | Finlandia                                                                | Qual. Euro 1972                                                          | -                                                                        |                                                                          |
| 7-3-1972                                                                 | L'Aia                                                                    | Paesi Bassi                                                              | 2 – 1                                                                    | Finlandia                                                                | Amichevole                                                               | -                                                                        |                                                                          |
| 28-5-1972                                                                | Turku                                                                    | Finlandia                                                                | 0 – 0                                                                    | Norvegia                                                                 | Campionato nordico di calcio                                             | -                                                                        |                                                                          |
| 7-6-1972                                                                 | Copenaghen                                                               | Danimarca                                                                | 3 – 0                                                                    | Finlandia                                                                | Campionato nordico di calcio                                             | -                                                                        |                                                                          |
| 21-6-1972                                                                | Helsinki                                                                 | Finlandia                                                                | 1 – 0                                                                    | Albania                                                                  | Qual. Mondiali 1974                                                      | -                                                                        |                                                                          |
| 16-7-1972                                                                | Vaasa                                                                    | Finlandia                                                                | 1 – 1                                                                    | Unione Sovietica                                                         | Amichevole                                                               | -                                                                        |                                                                          |
| 30-7-1972                                                                | Lubecca                                                                  | Germania Ovest                                                           | 1 – 2                                                                    | Finlandia                                                                | Amichevole                                                               | -                                                                        |                                                                          |
| 20-9-1972                                                                | Helsinki                                                                 | Finlandia                                                                | 1 – 1                                                                    | Romania                                                                  | Qual. Mondiali 1974                                                      | -                                                                        |                                                                          |
| 7-10-1972                                                                | Dresda                                                                   | Germania Est                                                             | 5 – 0                                                                    | Finlandia                                                                | Qual. Mondiali 1974                                                      | -                                                                        |                                                                          |
| 4-4-1973                                                                 | Plymouth                                                                 | Inghilterra                                                              | 3 – 0                                                                    | Finlandia                                                                | Amichevole                                                               | -                                                                        |                                                                          |
| 24-5-1973                                                                | Helsinki                                                                 | Finlandia                                                                | 1 – 0                                                                    | Paesi Bassi                                                              | Amichevole                                                               | -                                                                        |                                                                          |
| 6-6-1973                                                                 | Tampere                                                                  | Finlandia                                                                | 1 – 5                                                                    | Germania Est                                                             | Qual. Mondiali 1974                                                      | -                                                                        |                                                                          |
| 8-7-1973                                                                 | Halmstad                                                                 | Svezia                                                                   | 1 – 1                                                                    | Finlandia                                                                | Campionato nordico di calcio                                             | -                                                                        |                                                                          |
| 29-8-1973                                                                | Helsinki                                                                 | Finlandia                                                                | 1 – 2                                                                    | Svezia                                                                   | Campionato nordico di calcio                                             | -                                                                        |                                                                          |
| 10-10-1973                                                               | Tirana                                                                   | Albania                                                                  | 1 – 0                                                                    | Finlandia                                                                | Qual. Mondiali 1974                                                      | -                                                                        |                                                                          |
| 14-10-1973                                                               | Bucarest                                                                 | Romania                                                                  | 9 – 0                                                                    | Finlandia                                                                | Qual. Mondiali 1974                                                      | -                                                                        |                                                                          |
| 6-6-1974                                                                 | Oulu                                                                     | Finlandia                                                                | 1 – 1                                                                    | Danimarca                                                                | Campionato nordico di calcio                                             | -                                                                        |                                                                          |
| 15-8-1974                                                                | Oslo                                                                     | Norvegia                                                                 | 1 – 2                                                                    | Finlandia                                                                | Campionato nordico di calcio                                             | -                                                                        |                                                                          |
| 19-8-1974                                                                | Reykjavík                                                                | Islanda                                                                  | 2 – 2                                                                    | Finlandia                                                                | Amichevole                                                               | -                                                                        |                                                                          |
| 1-9-1974                                                                 | Helsinki                                                                 | Finlandia                                                                | 1 – 2                                                                    | Polonia                                                                  | Qual. Euro 1976                                                          | -                                                                        |                                                                          |
| 25-9-1974                                                                | Helsinki                                                                 | Finlandia                                                                | 1 – 3                                                                    | Paesi Bassi                                                              | Qual. Euro 1976                                                          | -                                                                        |                                                                          |
| 9-10-1974                                                                | Poznań                                                                   | Polonia                                                                  | 3 – 0                                                                    | Finlandia                                                                | Qual. Euro 1976                                                          | -                                                                        |                                                                          |
| 16-4-1975                                                                | L'Aia                                                                    | Paesi Bassi                                                              | 1 – 1                                                                    | Finlandia                                                                | Amichevole                                                               | -                                                                        |                                                                          |
| 15-5-1975                                                                | Helsinki                                                                 | Finlandia                                                                | 3 – 5                                                                    | Norvegia                                                                 | Qual. Olimpiadi 1976                                                     | -                                                                        |                                                                          |
| 5-6-1975                                                                 | Helsinki                                                                 | Finlandia                                                                | 0 – 1                                                                    | Italia                                                                   | Qual. Euro 1976                                                          | -                                                                        |                                                                          |
| 18-6-1975                                                                | Stavanger                                                                | Norvegia                                                                 | 1 – 1                                                                    | Finlandia                                                                | Qual. Olimpiadi 1976                                                     | -                                                                        |                                                                          |
| 25-6-1975                                                                | Copenaghen                                                               | Danimarca                                                                | 2 – 0                                                                    | Finlandia                                                                | Campionato nordico di calcio                                             | -                                                                        |                                                                          |
| 3-9-1975                                                                 | Nimega                                                                   | Paesi Bassi                                                              | 4 – 1                                                                    | Finlandia                                                                | Qual. Euro 1976                                                          | -                                                                        |                                                                          |
| 27-9-1975                                                                | Roma                                                                     | Italia                                                                   | 0 – 0                                                                    | Finlandia                                                                | Qual. Euro 1976                                                          | -                                                                        |                                                                          |
| 19-5-1976                                                                | Kuopio                                                                   | Finlandia                                                                | 1 – 0                                                                    | Svizzera                                                                 | Amichevole                                                               | -                                                                        |                                                                          |
| 1-6-1976                                                                 | Helsinki                                                                 | Finlandia                                                                | 0 – 2                                                                    | Svezia                                                                   | Campionato nordico di calcio                                             | -                                                                        |                                                                          |
| 13-6-1976                                                                | Helsinki                                                                 | Finlandia                                                                | 1 – 4                                                                    | Inghilterra                                                              | Qual. Mondiali 1978                                                      | -                                                                        |                                                                          |
| 14-7-1976                                                                | Helsinki                                                                 | Finlandia                                                                | 1 – 0                                                                    | Islanda                                                                  | Amichevole                                                               | -                                                                        |                                                                          |
| 11-8-1976                                                                | Malmö                                                                    | Svezia                                                                   | 6 – 0                                                                    | Finlandia                                                                | Campionato nordico di calcio                                             | -                                                                        |                                                                          |
| 25-8-1976                                                                | Helsinki                                                                 | Finlandia                                                                | 2 – 1                                                                    | Turchia                                                                  | Amichevole                                                               | -                                                                        |                                                                          |
| 8-9-1976                                                                 | Glasgow                                                                  | Scozia                                                                   | 6 – 0                                                                    | Finlandia                                                                | Amichevole                                                               | -                                                                        |                                                                          |
| 22-9-1976                                                                | Helsinki                                                                 | Finlandia                                                                | 7 – 1                                                                    | Lussemburgo                                                              | Qual. Mondiali 1978                                                      | -                                                                        |                                                                          |
| 13-10-1976                                                               | Londra                                                                   | Inghilterra                                                              | 2 – 1                                                                    | Finlandia                                                                | Qual. Mondiali 1978                                                      | -                                                                        |                                                                          |
| 6-4-1977                                                                 | Ankara                                                                   | Turchia                                                                  | 1 – 2                                                                    | Finlandia                                                                | Amichevole                                                               | -                                                                        |                                                                          |
| 26-5-1977                                                                | Lussemburgo                                                              | Lussemburgo                                                              | 0 – 1                                                                    | Finlandia                                                                | Qual. Mondiali 1978                                                      | -                                                                        |                                                                          |
| 8-6-1977                                                                 | Helsinki                                                                 | Finlandia                                                                | 0 – 3                                                                    | Italia                                                                   | Qual. Mondiali 1978                                                      | -                                                                        |                                                                          |
| 22-6-1977                                                                | Helsinki                                                                 | Finlandia                                                                | 1 – 2                                                                    | Danimarca                                                                | Campionato nordico di calcio                                             | -                                                                        |                                                                          |
| 18-8-1977                                                                | Oslo                                                                     | Norvegia                                                                 | 1 – 1                                                                    | Finlandia                                                                | Campionato nordico di calcio                                             | -                                                                        |                                                                          |
| 7-9-1977                                                                 | Helsinki                                                                 | Finlandia                                                                | 0 – 1                                                                    | Germania Ovest                                                           | Amichevole                                                               | -                                                                        |                                                                          |
| 5-10-1977                                                                | Zurigo                                                                   | Svizzera                                                                 | 2 – 0                                                                    | Finlandia                                                                | Amichevole                                                               | -                                                                        |                                                                          |
| 15-10-1977                                                               | Torino                                                                   | Italia                                                                   | 6 – 1                                                                    | Finlandia                                                                | Qual. Mondiali 1978                                                      | -                                                                        |                                                                          |
| 5-4-1978                                                                 | Erevan                                                                   | Unione Sovietica                                                         | 10 – 2                                                                   | Finlandia                                                                | Amichevole                                                               | -                                                                        |                                                                          |
| 3-5-1978                                                                 | Helsinki                                                                 | Finlandia                                                                | 0 – 1                                                                    | Messico                                                                  | Amichevole                                                               | -                                                                        |                                                                          |
| 24-5-1978                                                                | Helsinki                                                                 | Finlandia                                                                | 3 – 0                                                                    | Grecia                                                                   | Qual. Euro 1980                                                          | -                                                                        |                                                                          |
| 28-6-1978                                                                | Borås                                                                    | Svezia                                                                   | 2 – 1                                                                    | Finlandia                                                                | Campionato nordico di calcio                                             | -                                                                        |                                                                          |
| 9-8-1978                                                                 | Helsinki                                                                 | Finlandia                                                                | 1 – 1                                                                    | Norvegia                                                                 | Campionato nordico di calcio                                             | -                                                                        |                                                                          |
| 30-8-1978                                                                | Helsinki                                                                 | Finlandia                                                                | 0 – 1                                                                    | Polonia                                                                  | Amichevole                                                               | -                                                                        |                                                                          |
| 20-9-1978                                                                | Helsinki                                                                 | Finlandia                                                                | 2 – 1                                                                    | Ungheria                                                                 | Qual. Euro 1980                                                          | -                                                                        |                                                                          |
| 11-10-1978                                                               | Atene                                                                    | Grecia                                                                   | 8 – 1                                                                    | Finlandia                                                                | Qual. Euro 1980                                                          | -                                                                        |                                                                          |
| 5-2-1979                                                                 | Baghdad                                                                  | Iraq                                                                     | 1 – 0                                                                    | Finlandia                                                                | Amichevole                                                               | -                                                                        |                                                                          |
| 7-2-1979                                                                 | Baghdad                                                                  | Iraq                                                                     | 2 – 0                                                                    | Finlandia                                                                | Amichevole                                                               | -                                                                        |                                                                          |
| 9-2-1979                                                                 | Manama                                                                   | Bahamas                                                                  | 0 – 1                                                                    | Finlandia                                                                | Amichevole                                                               | -                                                                        |                                                                          |
| 10-5-1979                                                                | Aalborg                                                                  | Danimarca                                                                | 1 – 1                                                                    | Finlandia                                                                | Qual. Olimpiadi 1980                                                     | -                                                                        |                                                                          |
| 7-6-1979                                                                 | Kotka                                                                    | Finlandia                                                                | 4 – 1                                                                    | Danimarca                                                                | Qual. Olimpiadi 1980                                                     | -                                                                        |                                                                          |
| 4-7-1979                                                                 | Helsinki                                                                 | Finlandia                                                                | 1 – 1                                                                    | Unione Sovietica                                                         | Qual. Euro 1980                                                          | -                                                                        |                                                                          |
| 9-8-1979                                                                 | Kuopio                                                                   | Finlandia                                                                | 0 – 1                                                                    | Norvegia                                                                 | Qual. Olimpiadi 1980                                                     | -                                                                        |                                                                          |
| 29-8-1979                                                                | Mikkeli                                                                  | Finlandia                                                                | 0 – 0                                                                    | Danimarca                                                                | Campionato nordico di calcio                                             | -                                                                        |                                                                          |
| 13-9-1979                                                                | Oberhausen                                                               | Germania Ovest                                                           | 2 – 0                                                                    | Finlandia                                                                | Qual. Olimpiadi 1980                                                     | -                                                                        |                                                                          |
| 26-9-1979                                                                | Copenaghen                                                               | Danimarca                                                                | 1 – 0                                                                    | Finlandia                                                                | Campionato nordico di calcio                                             | -                                                                        |                                                                          |
| 10-10-1979                                                               | Helsinki                                                                 | Finlandia                                                                | 0 – 0                                                                    | Germania Ovest                                                           | Qual. Olimpiadi 1980                                                     | -                                                                        |                                                                          |
| 17-10-1979                                                               | Debrecen                                                                 | Ungheria                                                                 | 3 – 1                                                                    | Finlandia                                                                | Qual. Euro 1980                                                          | -                                                                        |                                                                          |
| 26-10-1979                                                               | Stavanger                                                                | Norvegia                                                                 | 1 – 1                                                                    | Finlandia                                                                | Qual. Olimpiadi 1980                                                     | -                                                                        |                                                                          |
| 31-10-1979                                                               | Mosca                                                                    | Unione Sovietica                                                         | 2 – 2                                                                    | Finlandia                                                                | Qual. Euro 1980                                                          | -                                                                        |                                                                          |
| 20-11-1979                                                               | Città del Messico                                                        | Messico                                                                  | 1 – 1                                                                    | Finlandia                                                                | Amichevole                                                               | -                                                                        |                                                                          |
| 25-11-1979                                                               | Hamilton                                                                 | Bermuda                                                                  | 0 – 2                                                                    | Finlandia                                                                | Amichevole                                                               | -                                                                        |                                                                          |
| 22-5-1980                                                                | Helsinki                                                                 | Finlandia                                                                | 0 – 2                                                                    | Svezia                                                                   | Campionato nordico di calcio                                             | -                                                                        |                                                                          |
| 4-6-1980                                                                 | Helsinki                                                                 | Finlandia                                                                | 0 – 2                                                                    | Bulgaria                                                                 | Qual. Mondiali 1982                                                      | -                                                                        |                                                                          |
| 25-6-1980                                                                | Reykjavík                                                                | Islanda                                                                  | 1 – 1                                                                    | Finlandia                                                                | Amichevole                                                               | -                                                                        |                                                                          |
| 21-7-1980                                                                | Minsk                                                                    | Finlandia                                                                | 0 – 2                                                                    | Jugoslavia                                                               | Amichevole                                                               | -                                                                        |                                                                          |
| 23-7-1980                                                                | Kiev                                                                     | Finlandia                                                                | 0 – 0                                                                    | Iraq                                                                     | Amichevole                                                               | -                                                                        |                                                                          |
| 25-7-1980                                                                | Kiev                                                                     | Costa Rica                                                               | 0 – 3                                                                    | Finlandia                                                                | Amichevole                                                               | -                                                                        |                                                                          |
| 21-8-1980                                                                | Oslo                                                                     | Norvegia                                                                 | 6 – 1                                                                    | Finlandia                                                                | Campionato nordico di calcio                                             | -                                                                        |                                                                          |
| 3-9-1980                                                                 | Tirana                                                                   | Albania                                                                  | 2 – 0                                                                    | Finlandia                                                                | Qual. Mondiali 1982                                                      | -                                                                        |                                                                          |
| 24-9-1980                                                                | Helsinki                                                                 | Finlandia                                                                | 0 – 2                                                                    | Austria                                                                  | Qual. Mondiali 1982                                                      | -                                                                        |                                                                          |
| 30-11-1980                                                               | La Paz                                                                   | Bolivia                                                                  | 3 – 0                                                                    | Finlandia                                                                | Amichevole                                                               | -                                                                        |                                                                          |
| 4-12-1980                                                                | Santa Cruz de la Sierra                                                  | Bolivia                                                                  | 2 – 2                                                                    | Finlandia                                                                | Amichevole                                                               | -                                                                        |                                                                          |
| 8-12-1980                                                                | Montevideo                                                               | Uruguay                                                                  | 6 – 0                                                                    | Finlandia                                                                | Amichevole                                                               | -                                                                        |                                                                          |
| 1-3-1981                                                                 | Lahti                                                                    | Finlandia                                                                | 2 – 1                                                                    | Svezia                                                                   | Amichevole                                                               | -                                                                        |                                                                          |
| 13-5-1981                                                                | Sofia                                                                    | Bulgaria                                                                 | 4 – 0                                                                    | Finlandia                                                                | Qual. Mondiali 1982                                                      | -                                                                        |                                                                          |
| 24-5-1981                                                                | Lahti                                                                    | Finlandia                                                                | 0 – 4                                                                    | Germania Ovest                                                           | Qual. Mondiali 1982                                                      | -                                                                        |                                                                          |
| 17-6-1981                                                                | Linz                                                                     | Austria                                                                  | 5 – 1                                                                    | Finlandia                                                                | Qual. Mondiali 1982                                                      | -                                                                        |                                                                          |
| 2-7-1981                                                                 | Helsinki                                                                 | Finlandia                                                                | 3 – 1                                                                    | Norvegia                                                                 | Campionato nordico di calcio                                             | -                                                                        |                                                                          |
| 29-7-1981                                                                | Halmstad                                                                 | Svezia                                                                   | 1 – 0                                                                    | Finlandia                                                                | Campionato nordico di calcio                                             | -                                                                        |                                                                          |
| 12-8-1981                                                                | Tampere                                                                  | Finlandia                                                                | 1 – 2                                                                    | Danimarca                                                                | Campionato nordico di calcio                                             | -                                                                        |                                                                          |
| 2-9-1981                                                                 | Kotka                                                                    | Finlandia                                                                | 2 – 1                                                                    | Albania                                                                  | Qual. Mondiali 1982                                                      | -                                                                        |                                                                          |
| 23-9-1981                                                                | Bochum                                                                   | Germania Ovest                                                           | 7 – 1                                                                    | Finlandia                                                                | Qual. Mondiali 1982                                                      | -                                                                        |                                                                          |
| 20-2-1982                                                                | Lahti                                                                    | Finlandia                                                                | 2 – 2                                                                    | Svezia                                                                   | Amichevole                                                               | -                                                                        |                                                                          |
| 21-2-1982                                                                | Lahti                                                                    | Finlandia                                                                | 2 – 1                                                                    | Svezia                                                                   | Amichevole                                                               | -                                                                        |                                                                          |
| 28-4-1982                                                                | Stavanger                                                                | Norvegia                                                                 | 1 – 1                                                                    | Finlandia                                                                | Campionato nordico di calcio                                             | -                                                                        |                                                                          |
| 3-6-1982                                                                 | Helsinki                                                                 | Finlandia                                                                | 1 – 4                                                                    | Inghilterra                                                              | Amichevole                                                               | -                                                                        |                                                                          |
| 11-7-1982                                                                | Helsinki                                                                 | Finlandia                                                                | 3 – 2                                                                    | Islanda                                                                  | Amichevole                                                               | -                                                                        |                                                                          |
| 11-8-1982                                                                | Copenaghen                                                               | Danimarca                                                                | 3 – 2                                                                    | Finlandia                                                                | Campionato nordico di calcio                                             | -                                                                        |                                                                          |
| 8-9-1982                                                                 | Kuopio                                                                   | Finlandia                                                                | 2 – 3                                                                    | Polonia                                                                  | Qual. Euro 1984                                                          | -                                                                        |                                                                          |
| 22-9-1982                                                                | Helsinki                                                                 | Finlandia                                                                | 0 – 2                                                                    | Portogallo                                                               | Qual. Euro 1984                                                          | -                                                                        |                                                                          |
| 13-10-1982                                                               | Mosca                                                                    | Unione Sovietica                                                         | 2 – 0                                                                    | Finlandia                                                                | Qual. Euro 1984                                                          | -                                                                        |                                                                          |
| 16-3-1983                                                                | Magdeburgo                                                               | Germania Est                                                             | 3 – 1                                                                    | Finlandia                                                                | Amichevole                                                               | -                                                                        |                                                                          |
| 17-4-1983                                                                | Varsavia                                                                 | Polonia                                                                  | 1 – 1                                                                    | Finlandia                                                                | Qual. Euro 1984                                                          | -                                                                        |                                                                          |
| 4-5-1983                                                                 | Helsinki                                                                 | Finlandia                                                                | 0 – 4                                                                    | Polonia                                                                  | Amichevole                                                               | -                                                                        |                                                                          |
| 18-5-1983                                                                | Kokkola                                                                  | Finlandia                                                                | 0 – 1                                                                    | Germania Est                                                             | Amichevole                                                               | -                                                                        |                                                                          |
| 25-5-1983                                                                | Białystok                                                                | Polonia                                                                  | 3 – 2                                                                    | Finlandia                                                                | Amichevole                                                               | -                                                                        |                                                                          |
| 1-6-1983                                                                 | Helsinki                                                                 | Finlandia                                                                | 0 – 1                                                                    | Unione Sovietica                                                         | Qual. Euro 1984                                                          | -                                                                        |                                                                          |
| 15-6-1983                                                                | Kuopio                                                                   | Finlandia                                                                | 1 – 1                                                                    | Norvegia                                                                 | Amichevole                                                               | -                                                                        |                                                                          |
| 22-6-1983                                                                | Aarhus                                                                   | Danimarca                                                                | 3 – 0                                                                    | Finlandia                                                                | Amichevole                                                               | -                                                                        |                                                                          |
| 24-8-1983                                                                | Rovaniemi                                                                | Finlandia                                                                | 0 – 0                                                                    | Danimarca                                                                | Amichevole                                                               | -                                                                        |                                                                          |
| 7-9-1983                                                                 | Helsinki                                                                 | Finlandia                                                                | 0 – 3                                                                    | Svezia                                                                   | Campionato nordico di calcio                                             | -                                                                        |                                                                          |
| 21-9-1983                                                                | Lisbona                                                                  | Portogallo                                                               | 5 – 0                                                                    | Finlandia                                                                | Qual. Euro 1984                                                          | -                                                                        |                                                                          |
| 5-10-1983                                                                | Rostock                                                                  | Germania Est                                                             | 1 – 0                                                                    | Finlandia                                                                | Amichevole                                                               | -                                                                        |                                                                          |
| 26-10-1983                                                               | Moss                                                                     | Norvegia                                                                 | 4 – 2                                                                    | Finlandia                                                                | Amichevole                                                               | -                                                                        |                                                                          |
| 20-2-1984                                                                | Lahti                                                                    | Finlandia                                                                | 0 – 1                                                                    | Stati Uniti                                                              | Amichevole                                                               | -                                                                        |                                                                          |
| 9-3-1984                                                                 | Al Kuwait                                                                | Kuwait                                                                   | 1 – 0                                                                    | Finlandia                                                                | Amichevole                                                               | -                                                                        |                                                                          |
| 15-5-1984                                                                | Kouvola                                                                  | Finlandia                                                                | 1 – 3                                                                    | Unione Sovietica                                                         | Amichevole                                                               | -                                                                        |                                                                          |
| 27-5-1984                                                                | Pori                                                                     | Finlandia                                                                | 1 – 0                                                                    | Irlanda del Nord                                                         | Qual. Mondiali 1986                                                      | -                                                                        |                                                                          |
| 16-8-1984                                                                | Helsinki                                                                 | Finlandia                                                                | 0 – 3                                                                    | Messico                                                                  | Amichevole                                                               | -                                                                        |                                                                          |
| 12-9-1984                                                                | Helsinki                                                                 | Finlandia                                                                | 0 – 2                                                                    | Polonia                                                                  | Amichevole                                                               | -                                                                        |                                                                          |
| 17-10-1984                                                               | Londra                                                                   | Inghilterra                                                              | 5 – 0                                                                    | Finlandia                                                                | Qual. Mondiali 1986                                                      | -                                                                        |                                                                          |
| 31-10-1984                                                               | Adalia                                                                   | Turchia                                                                  | 1 – 2                                                                    | Finlandia                                                                | Qual. Mondiali 1986                                                      | -                                                                        |                                                                          |
| 14-11-1984                                                               | Belfast                                                                  | Irlanda del Nord                                                         | 2 – 1                                                                    | Finlandia                                                                | Qual. Mondiali 1986                                                      | -                                                                        |                                                                          |
| 20-11-1984                                                               | Jubail                                                                   | Arabia Saudita                                                           | 2 – 1                                                                    | Finlandia                                                                | Amichevole                                                               | -                                                                        |                                                                          |
| 22-11-1984                                                               | Doha                                                                     | Qatar                                                                    | 2 – 2                                                                    | Finlandia                                                                | Amichevole                                                               | -                                                                        |                                                                          |
| 24-11-1984                                                               | Doha                                                                     | Qatar                                                                    | 1 – 1                                                                    | Finlandia                                                                | Amichevole                                                               | -                                                                        |                                                                          |
| 23-1-1985                                                                | Alicante                                                                 | Spagna                                                                   | 3 – 1                                                                    | Finlandia                                                                | Amichevole                                                               | -                                                                        |                                                                          |
| 8-2-1985                                                                 | Viña del Mar                                                             | Cile                                                                     | 2 – 0                                                                    | Finlandia                                                                | Amichevole                                                               | -                                                                        |                                                                          |
| 14-2-1985                                                                | Montevideo                                                               | Uruguay                                                                  | 2 – 1                                                                    | Finlandia                                                                | Amichevole                                                               | -                                                                        |                                                                          |
| 17-2-1985                                                                | Ambato                                                                   | Ecuador                                                                  | 3 – 1                                                                    | Finlandia                                                                | Amichevole                                                               | -                                                                        |                                                                          |
| 26-2-1985                                                                | Acapulco                                                                 | Messico                                                                  | 2 – 1                                                                    | Finlandia                                                                | Amichevole                                                               | -                                                                        |                                                                          |
| 17-4-1985                                                                | Opole                                                                    | Polonia                                                                  | 2 – 1                                                                    | Finlandia                                                                | Amichevole                                                               | -                                                                        |                                                                          |
| 22-5-1985                                                                | Helsinki                                                                 | Finlandia                                                                | 1 – 1                                                                    | Inghilterra                                                              | Qual. Mondiali 1986                                                      | -                                                                        |                                                                          |
| 6-6-1985                                                                 | Helsinki                                                                 | Finlandia                                                                | 1 – 1                                                                    | Romania                                                                  | Qual. Mondiali 1986                                                      | -                                                                        |                                                                          |
| 28-8-1985                                                                | Timișoara                                                                | Romania                                                                  | 2 – 0                                                                    | Finlandia                                                                | Qual. Mondiali 1986                                                      | -                                                                        |                                                                          |
| 25-9-1985                                                                | Tampere                                                                  | Finlandia                                                                | 1 – 0                                                                    | Turchia                                                                  | Qual. Mondiali 1986                                                      | -                                                                        |                                                                          |
| 22-1-1986                                                                | Leiria                                                                   | Portogallo                                                               | 1 – 1                                                                    | Finlandia                                                                | Amichevole                                                               | -                                                                        |                                                                          |
| 21-2-1986                                                                | Manama                                                                   | Bahamas                                                                  | 0 – 0                                                                    | Finlandia                                                                | Amichevole                                                               | -                                                                        |                                                                          |
| 24-2-1986                                                                | Manama                                                                   | Bahamas                                                                  | 0 – 4                                                                    | Finlandia                                                                | Amichevole                                                               | -                                                                        |                                                                          |
| 28-2-1986                                                                | Khobar                                                                   | Arabia Saudita                                                           | 0 – 1                                                                    | Finlandia                                                                | Amichevole                                                               | -                                                                        |                                                                          |
| 17-4-1986                                                                | Brasilia                                                                 | Brasile                                                                  | 3 – 0                                                                    | Finlandia                                                                | Amichevole                                                               | -                                                                        |                                                                          |
| 7-5-1986                                                                 | Mosca                                                                    | Unione Sovietica                                                         | 0 – 0                                                                    | Finlandia                                                                | Amichevole                                                               | -                                                                        |                                                                          |
| 5-8-1986                                                                 | Iisalmi                                                                  | Finlandia                                                                | 1 – 3                                                                    | Svezia                                                                   | Amichevole                                                               | -                                                                        |                                                                          |
| 6-8-1986                                                                 | Helsinki                                                                 | Finlandia                                                                | 1 – 3                                                                    | Svezia                                                                   | Amichevole                                                               | -                                                                        |                                                                          |
| 20-8-1986                                                                | Lahti                                                                    | Finlandia                                                                | 1 – 0                                                                    | Germania Est                                                             | Amichevole                                                               | -                                                                        |                                                                          |
| 9-9-1986                                                                 | Lappeenranta                                                             | Finlandia                                                                | 1 – 0                                                                    | Germania Est                                                             | Amichevole                                                               | -                                                                        |                                                                          |
| 10-9-1986                                                                | Helsinki                                                                 | Finlandia                                                                | 1 – 1                                                                    | Galles                                                                   | Qual. Euro 1988                                                          | -                                                                        |                                                                          |
| 14-10-1986                                                               | Tampere                                                                  | Finlandia                                                                | 0 – 2                                                                    | Belgio                                                                   | Qual. Olimpiadi 1988                                                     | -                                                                        |                                                                          |
| 15-10-1986                                                               | Brno                                                                     | Cecoslovacchia                                                           | 3 – 0                                                                    | Finlandia                                                                | Qual. Euro 1988                                                          | -                                                                        |                                                                          |
| 29-10-1986                                                               | Copenaghen                                                               | Danimarca                                                                | 1 – 0                                                                    | Finlandia                                                                | Qual. Euro 1988                                                          | -                                                                        |                                                                          |
| 18-3-1987                                                                | Rybnik                                                                   | Polonia                                                                  | 3 – 1                                                                    | Finlandia                                                                | Amichevole                                                               | -                                                                        |                                                                          |
| 1-4-1987                                                                 | Wrexham                                                                  | Galles                                                                   | 4 – 0                                                                    | Finlandia                                                                | Qual. Euro 1988                                                          | -                                                                        |                                                                          |
| 29-4-1987                                                                | Helsinki                                                                 | Finlandia                                                                | 0 – 1                                                                    | Danimarca                                                                | Qual. Euro 1988                                                          | -                                                                        |                                                                          |
| 12-5-1987                                                                | Pori                                                                     | Finlandia                                                                | 2 – 1                                                                    | Austria                                                                  | Qual. Olimpiadi 1988                                                     | -                                                                        |                                                                          |
| 28-5-1987                                                                | Helsinki                                                                 | Finlandia                                                                | 2 – 3                                                                    | Brasile                                                                  | Amichevole                                                               | -                                                                        |                                                                          |
| 10-6-1987                                                                | Äänekoski                                                                | Finlandia                                                                | 0 – 2                                                                    | Cecoslovacchia                                                           | Qual. Olimpiadi 1988                                                     | -                                                                        |                                                                          |
| 2-9-1987                                                                 | Banja Luka                                                               | Jugoslavia                                                               | 5 – 0                                                                    | Finlandia                                                                | Qual. Olimpiadi 1988                                                     | -                                                                        |                                                                          |
| 9-9-1987                                                                 | Helsinki                                                                 | Finlandia                                                                | 3 – 0                                                                    | Cecoslovacchia                                                           | Qual. Euro 1988                                                          | -                                                                        |                                                                          |
| 23-9-1987                                                                | Dunajská Streda                                                          | Cecoslovacchia                                                           | 2 – 0                                                                    | Finlandia                                                                | Qual. Olimpiadi 1988                                                     | -                                                                        |                                                                          |
| 28-10-1987                                                               | Liegi                                                                    | Belgio                                                                   | 1 – 0                                                                    | Finlandia                                                                | Qual. Olimpiadi 1988                                                     | -                                                                        |                                                                          |
| 12-1-1988                                                                | Maspalomas                                                               | Finlandia                                                                | 2 – 0                                                                    | Cecoslovacchia                                                           | Amichevole                                                               | -                                                                        |                                                                          |
| 15-1-1988                                                                | Maspalomas                                                               | Finlandia                                                                | 0 – 1                                                                    | Svezia                                                                   | Amichevole                                                               | -                                                                        |                                                                          |
| 7-2-1988                                                                 | Attard                                                                   | Malta                                                                    | 2 – 0                                                                    | Finlandia                                                                | Amichevole                                                               | -                                                                        |                                                                          |
| 13-2-1988                                                                | Attard                                                                   | Finlandia                                                                | 3 – 0                                                                    | Tunisia                                                                  | Amichevole                                                               | -                                                                        |                                                                          |
| 18-5-1988                                                                | Mikkeli                                                                  | Finlandia                                                                | 1 – 2                                                                    | Jugoslavia                                                               | Qual. Olimpiadi 1988                                                     | -                                                                        |                                                                          |
| 19-5-1988                                                                | Helsinki                                                                 | Finlandia                                                                | 1 – 3                                                                    | Colombia                                                                 | Amichevole                                                               | -                                                                        |                                                                          |
| 31-5-1988                                                                | Wolfsberg                                                                | Austria                                                                  | 0 – 2                                                                    | Finlandia                                                                | Qual. Olimpiadi 1988                                                     | -                                                                        |                                                                          |
| 4-8-1988                                                                 | Vaasa                                                                    | Finlandia                                                                | 1 – 1                                                                    | Bulgaria                                                                 | Amichevole                                                               | -                                                                        |                                                                          |
| 17-8-1988                                                                | Turku                                                                    | Finlandia                                                                | 0 – 0                                                                    | Unione Sovietica                                                         | Amichevole                                                               | -                                                                        |                                                                          |
| 31-8-1988                                                                | Helsinki                                                                 | Finlandia                                                                | 0 – 4                                                                    | Germania Ovest                                                           | Qual. Mondiali 1990                                                      | -                                                                        |                                                                          |
| 19-10-1988                                                               | Swansea                                                                  | Galles                                                                   | 2 – 2                                                                    | Finlandia                                                                | Qual. Mondiali 1990                                                      | -                                                                        |                                                                          |
| 3-11-1988                                                                | Mansūriya                                                                | Kuwait                                                                   | 0 – 0                                                                    | Finlandia                                                                | Amichevole                                                               | -                                                                        |                                                                          |
| 6-11-1988                                                                | Al Kuwait                                                                | Kuwait                                                                   | 0 – 0                                                                    | Finlandia                                                                | Amichevole                                                               | -                                                                        |                                                                          |
| 11-1-1989                                                                | el-Mahalla el-Kubra                                                      | Egitto                                                                   | 2 – 1                                                                    | Finlandia                                                                | Amichevole                                                               | -                                                                        |                                                                          |
| 13-1-1989                                                                | Il Cairo                                                                 | Egitto                                                                   | 2 – 1                                                                    | Finlandia                                                                | Amichevole                                                               | -                                                                        |                                                                          |
| 8-2-1989                                                                 | Attard                                                                   | Algeria                                                                  | 2 – 0                                                                    | Finlandia                                                                | Amichevole                                                               | -                                                                        |                                                                          |
| 10-2-1989                                                                | Attard                                                                   | Danimarca                                                                | 0 – 0                                                                    | Finlandia                                                                | Amichevole                                                               | -                                                                        |                                                                          |
| 12-2-1989                                                                | Attard                                                                   | Malta                                                                    | 0 – 0                                                                    | Finlandia                                                                | Amichevole                                                               | -                                                                        |                                                                          |
| 22-3-1989                                                                | Dresda                                                                   | Germania Est                                                             | 1 – 1                                                                    | Finlandia                                                                | Amichevole                                                               | -                                                                        |                                                                          |
| 31-5-1989                                                                | Helsinki                                                                 | Finlandia                                                                | 0 – 1                                                                    | Paesi Bassi                                                              | Qual. Mondiali 1990                                                      | -                                                                        |                                                                          |
| 23-8-1989                                                                | Kuopio                                                                   | Finlandia                                                                | 2 – 2                                                                    | Jugoslavia                                                               | Amichevole                                                               | -                                                                        |                                                                          |
| 6-9-1989                                                                 | Helsinki                                                                 | Finlandia                                                                | 1 – 0                                                                    | Galles                                                                   | Qual. Mondiali 1990                                                      | -                                                                        |                                                                          |
| 4-10-1989                                                                | Dortmund                                                                 | Germania Ovest                                                           | 6 – 1                                                                    | Finlandia                                                                | Qual. Mondiali 1990                                                      | -                                                                        |                                                                          |
| 22-10-1989                                                               | Port of Spain                                                            | Trinidad e Tobago                                                        | 0 – 1                                                                    | Finlandia                                                                | Amichevole                                                               | -                                                                        |                                                                          |
| 25-10-1989                                                               | Port of Spain                                                            | Trinidad e Tobago                                                        | 2 – 0                                                                    | Finlandia                                                                | Amichevole                                                               | -                                                                        |                                                                          |
| 15-11-1989                                                               | Rotterdam                                                                | Paesi Bassi                                                              | 3 – 0                                                                    | Finlandia                                                                | Qual. Mondiali 1990                                                      | -                                                                        |                                                                          |
| 12-2-1990                                                                | Dubai                                                                    | Emirati Arabi Uniti                                                      | 1 – 1                                                                    | Finlandia                                                                | Amichevole                                                               | -                                                                        |                                                                          |
| 15-2-1990                                                                | Il Cairo                                                                 | Kuwait                                                                   | 0 – 1                                                                    | Finlandia                                                                | Amichevole                                                               | -                                                                        |                                                                          |
| 10-3-1990                                                                | Tampa                                                                    | Stati Uniti                                                              | 2 – 1                                                                    | Finlandia                                                                | Amichevole                                                               | -                                                                        |                                                                          |
| 16-5-1990                                                                | Dublino                                                                  | Irlanda                                                                  | 1 – 1                                                                    | Finlandia                                                                | Amichevole                                                               | -                                                                        |                                                                          |
| 27-5-1990                                                                | Solna                                                                    | Svezia                                                                   | 6 – 0                                                                    | Finlandia                                                                | Amichevole                                                               | -                                                                        |                                                                          |
| 29-8-1990                                                                | Kuusankoski                                                              | Finlandia                                                                | 1 – 1                                                                    | Cecoslovacchia                                                           | Amichevole                                                               | -                                                                        |                                                                          |
| 12-9-1990                                                                | Helsinki                                                                 | Finlandia                                                                | 0 – 0                                                                    | Portogallo                                                               | Qual. Euro 1992                                                          | -                                                                        |                                                                          |
| 11-11-1990                                                               | Tunisi                                                                   | Tunisia                                                                  | 1 – 2                                                                    | Finlandia                                                                | Amichevole                                                               | -                                                                        |                                                                          |
| 25-11-1990                                                               | Attard                                                                   | Malta                                                                    | 1 – 1                                                                    | Finlandia                                                                | Qual. Euro 1992                                                          | -                                                                        |                                                                          |
| 13-3-1991                                                                | Varsavia                                                                 | Polonia                                                                  | 1 – 1                                                                    | Finlandia                                                                | Amichevole                                                               | -                                                                        |                                                                          |
| 17-4-1991                                                                | Rotterdam                                                                | Paesi Bassi                                                              | 2 – 0                                                                    | Finlandia                                                                | Qual. Euro 1992                                                          | -                                                                        |                                                                          |
| 16-5-1991                                                                | Helsinki                                                                 | Finlandia                                                                | 2 – 0                                                                    | Malta                                                                    | Qual. Euro 1992                                                          | -                                                                        |                                                                          |
| 5-6-1991                                                                 | Helsinki                                                                 | Finlandia                                                                | 1 – 1                                                                    | Paesi Bassi                                                              | Qual. Euro 1992                                                          | -                                                                        |                                                                          |
| 11-9-1991                                                                | Porto                                                                    | Portogallo                                                               | 1 – 0                                                                    | Finlandia                                                                | Qual. Euro 1992                                                          | -                                                                        |                                                                          |
| 9-10-1991                                                                | Helsinki                                                                 | Finlandia                                                                | 1 – 1                                                                    | Grecia                                                                   | Qual. Euro 1992                                                          | -                                                                        |                                                                          |
| 30-10-1991                                                               | Amarousio                                                                | Grecia                                                                   | 2 – 0                                                                    | Finlandia                                                                | Qual. Euro 1992                                                          | -                                                                        |                                                                          |
| 12-2-1992                                                                | Adana                                                                    | Turchia                                                                  | 1 – 1                                                                    | Finlandia                                                                | Amichevole                                                               | -                                                                        |                                                                          |
| 25-3-1992                                                                | Glasgow                                                                  | Scozia                                                                   | 1 – 1                                                                    | Finlandia                                                                | Amichevole                                                               | -                                                                        |                                                                          |
| 15-4-1992                                                                | Cuiabá                                                                   | Brasile                                                                  | 3 – 1                                                                    | Finlandia                                                                | Amichevole                                                               | -                                                                        |                                                                          |
| 14-5-1992                                                                | Helsinki                                                                 | Finlandia                                                                | 0 – 3                                                                    | Bulgaria                                                                 | Qual. Mondiali 1994                                                      | -                                                                        |                                                                          |
| 3-6-1992                                                                 | Helsinki                                                                 | Finlandia                                                                | 1 – 2                                                                    | Inghilterra                                                              | Amichevole                                                               | -                                                                        |                                                                          |
| 26-8-1992                                                                | Jakobstad                                                                | Finlandia                                                                | 0 – 0                                                                    | Polonia                                                                  | Amichevole                                                               | -                                                                        |                                                                          |
| 9-9-1992                                                                 | Helsinki                                                                 | Finlandia                                                                | 0 – 1                                                                    | Svezia                                                                   | Qual. Mondiali 1994                                                      | -                                                                        |                                                                          |
| 7-11-1992                                                                | Tunisi                                                                   | Tunisia                                                                  | 1 – 1                                                                    | Finlandia                                                                | Amichevole                                                               | -                                                                        |                                                                          |
| 14-11-1992                                                               | Parigi                                                                   | Francia                                                                  | 2 – 1                                                                    | Finlandia                                                                | Qual. Mondiali 1994                                                      | -                                                                        |                                                                          |
| 20-1-1993                                                                | Madras                                                                   | India                                                                    | 0 – 0                                                                    | Finlandia                                                                | Amichevole                                                               | -                                                                        |                                                                          |
| 22-1-1993                                                                | Madras                                                                   | Camerun                                                                  | 0 – 0                                                                    | Finlandia                                                                | Amichevole                                                               | -                                                                        |                                                                          |
| 26-1-1993                                                                | Madras                                                                   | India                                                                    | 0 – 2                                                                    | Finlandia                                                                | Amichevole                                                               | -                                                                        |                                                                          |
| 28-1-1993                                                                | Madras                                                                   | Camerun                                                                  | 2 – 0                                                                    | Finlandia                                                                | Amichevole                                                               | -                                                                        |                                                                          |
| 31-1-1993                                                                | Madras                                                                   | Corea del Nord                                                           | 3 – 2                                                                    | Finlandia                                                                | Amichevole                                                               | -                                                                        |                                                                          |
| 20-2-1993                                                                | Vantaa                                                                   | Finlandia                                                                | 0 – 0                                                                    | Estonia                                                                  | Amichevole                                                               | -                                                                        |                                                                          |
| 21-2-1993                                                                | Vantaa                                                                   | Finlandia                                                                | 3 – 0                                                                    | Lituania                                                                 | Amichevole                                                               | -                                                                        |                                                                          |
| 13-4-1993                                                                | Radom                                                                    | Polonia                                                                  | 2 – 1                                                                    | Finlandia                                                                | Amichevole                                                               | -                                                                        |                                                                          |
| 28-4-1993                                                                | Sofia                                                                    | Bulgaria                                                                 | 2 – 0                                                                    | Finlandia                                                                | Qual. Mondiali 1994                                                      | -                                                                        |                                                                          |
| 13-5-1993                                                                | Turku                                                                    | Finlandia                                                                | 3 – 1                                                                    | Austria                                                                  | Qual. Mondiali 1994                                                      | -                                                                        |                                                                          |
| 16-6-1993                                                                | Lahti                                                                    | Finlandia                                                                | 0 – 0                                                                    | Israele                                                                  | Qual. Mondiali 1994                                                      | -                                                                        |                                                                          |
| 25-8-1993                                                                | Vienna                                                                   | Austria                                                                  | 3 – 0                                                                    | Finlandia                                                                | Qual. Mondiali 1994                                                      | -                                                                        |                                                                          |
| 8-9-1993                                                                 | Tampere                                                                  | Finlandia                                                                | 0 – 2                                                                    | Francia                                                                  | Qual. Mondiali 1994                                                      | -                                                                        |                                                                          |
| 13-10-1993                                                               | Solna                                                                    | Svezia                                                                   | 3 – 2                                                                    | Finlandia                                                                | Qual. Mondiali 1994                                                      | -                                                                        |                                                                          |
| 10-11-1993                                                               | Ramat Gan                                                                | Israele                                                                  | 1 – 3                                                                    | Finlandia                                                                | Qual. Mondiali 1994                                                      | -                                                                        |                                                                          |
| 25-1-1994                                                                | Doha                                                                     | Qatar                                                                    | 1 – 0                                                                    | Finlandia                                                                | Amichevole                                                               | -                                                                        |                                                                          |
| 27-1-1994                                                                | Doha                                                                     | Qatar                                                                    | 0 – 0                                                                    | Finlandia                                                                | Amichevole                                                               | -                                                                        |                                                                          |
| 30-1-1994                                                                | Mascate                                                                  | Oman                                                                     | 0 – 2                                                                    | Finlandia                                                                | Amichevole                                                               | -                                                                        |                                                                          |
| 1-2-1994                                                                 | Mascate                                                                  | Oman                                                                     | 1 – 1                                                                    | Finlandia                                                                | Amichevole                                                               | -                                                                        |                                                                          |
| 23-2-1994                                                                | Casablanca                                                               | Marocco                                                                  | 0 – 0                                                                    | Finlandia                                                                | Amichevole                                                               | -                                                                        |                                                                          |
| 27-5-1994                                                                | Parma                                                                    | Italia                                                                   | 2 – 0                                                                    | Finlandia                                                                | Amichevole                                                               | -                                                                        |                                                                          |
| 2-6-1994                                                                 | Tampere                                                                  | Finlandia                                                                | 1 – 2                                                                    | Spagna                                                                   | Amichevole                                                               | -                                                                        |                                                                          |
| 17-8-1994                                                                | Copenaghen                                                               | Danimarca                                                                | 2 – 1                                                                    | Finlandia                                                                | Amichevole                                                               | -                                                                        |                                                                          |
| 7-9-1994                                                                 | Helsinki                                                                 | Finlandia                                                                | 0 – 2                                                                    | Scozia                                                                   | Qual. Euro 1996                                                          | -                                                                        |                                                                          |
| 12-10-1994                                                               | Salonicco                                                                | Grecia                                                                   | 4 – 0                                                                    | Finlandia                                                                | Qual. Euro 1996                                                          | -                                                                        |                                                                          |
| 26-10-1994                                                               | Tallinn                                                                  | Estonia                                                                  | 0 – 7                                                                    | Finlandia                                                                | Amichevole                                                               | -                                                                        |                                                                          |
| 16-11-1994                                                               | Helsinki                                                                 | Finlandia                                                                | 5 – 0                                                                    | Fær Øer                                                                  | Qual. Euro 1996                                                          | -                                                                        |                                                                          |
| 30-11-1994                                                               | Malaga                                                                   | Spagna                                                                   | 2 – 0                                                                    | Finlandia                                                                | Amichevole                                                               | -                                                                        |                                                                          |
| 14-12-1994                                                               | Helsinki                                                                 | Finlandia                                                                | 4 – 1                                                                    | San Marino                                                               | Qual. Euro 1996                                                          | -                                                                        |                                                                          |
| 16-2-1995                                                                | Port of Spain                                                            | Trinidad e Tobago                                                        | 2 – 2                                                                    | Finlandia                                                                | Amichevole                                                               | -                                                                        |                                                                          |
| 8-3-1995                                                                 | Brno                                                                     | Rep. Ceca                                                                | 4 – 1                                                                    | Finlandia                                                                | Amichevole                                                               | -                                                                        |                                                                          |
| 29-3-1995                                                                | Serravalle                                                               | San Marino                                                               | 0 – 2                                                                    | Finlandia                                                                | Qual. Euro 1996                                                          | -                                                                        |                                                                          |
| 26-4-1995                                                                | Toftir                                                                   | Fær Øer                                                                  | 0 – 4                                                                    | Finlandia                                                                | Qual. Euro 1996                                                          | -                                                                        |                                                                          |
| 31-5-1995                                                                | Helsinki                                                                 | Finlandia                                                                | 0 – 1                                                                    | Danimarca                                                                | Amichevole                                                               | -                                                                        |                                                                          |
| 11-6-1995                                                                | Helsinki                                                                 | Finlandia                                                                | 2 – 1                                                                    | Grecia                                                                   | Qual. Euro 1996                                                          | -                                                                        |                                                                          |
| 16-8-1995                                                                | Helsinki                                                                 | Finlandia                                                                | 0 – 6                                                                    | Russia                                                                   | Qual. Euro 1996                                                          | -                                                                        |                                                                          |
| 6-9-1995                                                                 | Glasgow                                                                  | Scozia                                                                   | 1 – 0                                                                    | Finlandia                                                                | Qual. Euro 1996                                                          | -                                                                        |                                                                          |
| 4-10-1995                                                                | Helsinki                                                                 | Finlandia                                                                | 0 – 0                                                                    | Turchia                                                                  | Amichevole                                                               | -                                                                        |                                                                          |
| 15-11-1995                                                               | Mosca                                                                    | Russia                                                                   | 3 – 1                                                                    | Finlandia                                                                | Qual. Euro 1996                                                          | -                                                                        |                                                                          |
| 9-2-1996                                                                 | Bangkok                                                                  | Thailandia                                                               | 1 – 0                                                                    | Finlandia                                                                | King's Cup 1996                                                          | -                                                                        |                                                                          |
| 11-2-1996                                                                | Bangkok                                                                  | Danimarca                                                                | 0 – 0                                                                    | Finlandia                                                                | King's Cup 1996                                                          | -                                                                        |                                                                          |
| 13-2-1996                                                                | Bangkok                                                                  | Finlandia                                                                | 1 – 1                                                                    | Romania                                                                  | King's Cup 1996                                                          | -                                                                        |                                                                          |
| 16-2-1996                                                                | Bangkok                                                                  | Thailandia                                                               | 5 – 2                                                                    | Finlandia                                                                | King's Cup 1996                                                          | -                                                                        |                                                                          |
| 16-3-1996                                                                | Adiliya                                                                  | Kuwait                                                                   | 0 – 1                                                                    | Finlandia                                                                | Amichevole                                                               | -                                                                        |                                                                          |
| 29-5-1996                                                                | Strasburgo                                                               | Francia                                                                  | 2 – 0                                                                    | Finlandia                                                                | Amichevole                                                               | -                                                                        |                                                                          |
| 2-6-1996                                                                 | Helsinki                                                                 | Finlandia                                                                | 1 – 2                                                                    | Turchia                                                                  | Amichevole                                                               | -                                                                        |                                                                          |
| 14-8-1996                                                                | Riga                                                                     | Lettonia                                                                 | 0 – 0                                                                    | Finlandia                                                                | Amichevole                                                               | -                                                                        |                                                                          |
| 1-9-1996                                                                 | Budapest                                                                 | Ungheria                                                                 | 1 – 0                                                                    | Finlandia                                                                | Qual. Mondiali 1998                                                      | -                                                                        |                                                                          |
| 6-10-1996                                                                | Helsinki                                                                 | Finlandia                                                                | 2 – 3                                                                    | Svizzera                                                                 | Qual. Mondiali 1998                                                      | -                                                                        |                                                                          |
| 30-10-1996                                                               | Kotka                                                                    | Finlandia                                                                | 2 – 2                                                                    | Estonia                                                                  | Amichevole                                                               | -                                                                        |                                                                          |
| 12-2-1997                                                                | Denizli                                                                  | Turchia                                                                  | 1 – 1                                                                    | Finlandia                                                                | Amichevole                                                               | -                                                                        |                                                                          |
| 21-2-1997                                                                | Kuala Lumpur                                                             | Malaysia                                                                 | 2 – 1                                                                    | Finlandia                                                                | Amichevole                                                               | -                                                                        |                                                                          |
| 23-2-1997                                                                | Kuala Lumpur                                                             | Cina                                                                     | 2 – 1                                                                    | Finlandia                                                                | Amichevole                                                               | -                                                                        |                                                                          |
| 25-2-1997                                                                | Kuala Lumpur                                                             | Singapore                                                                | 0 – 1                                                                    | Finlandia                                                                | Amichevole                                                               | -                                                                        |                                                                          |
| 2-4-1997                                                                 | Baku                                                                     | Azerbaigian                                                              | 1 – 2                                                                    | Finlandia                                                                | Qual. Mondiali 1998                                                      | -                                                                        |                                                                          |
| 30-4-1997                                                                | Oslo                                                                     | Norvegia                                                                 | 1 – 1                                                                    | Finlandia                                                                | Qual. Mondiali 1998                                                      | -                                                                        |                                                                          |
| 8-6-1997                                                                 | Helsinki                                                                 | Finlandia                                                                | 3 – 0                                                                    | Azerbaigian                                                              | Qual. Mondiali 1998                                                      | -                                                                        |                                                                          |
| 20-8-1997                                                                | Helsinki                                                                 | Finlandia                                                                | 0 – 4                                                                    | Norvegia                                                                 | Qual. Mondiali 1998                                                      | -                                                                        |                                                                          |
| 6-9-1997                                                                 | Losanna                                                                  | Svizzera                                                                 | 1 – 2                                                                    | Finlandia                                                                | Qual. Mondiali 1998                                                      | -                                                                        |                                                                          |
| 11-10-1997                                                               | Helsinki                                                                 | Finlandia                                                                | 1 – 1                                                                    | Ungheria                                                                 | Qual. Mondiali 1998                                                      | -                                                                        |                                                                          |
| 5-2-1998                                                                 | Limassol                                                                 | Cipro                                                                    | 1 – 1                                                                    | Finlandia                                                                | Amichevole                                                               | -                                                                        |                                                                          |
| 9-2-1998                                                                 | Larnaca                                                                  | Finlandia                                                                | 0 – 2                                                                    | Slovacchia                                                               | Amichevole                                                               | -                                                                        |                                                                          |
| 25-3-1998                                                                | Attard                                                                   | Malta                                                                    | 0 – 2                                                                    | Finlandia                                                                | Amichevole                                                               | -                                                                        |                                                                          |
| 22-4-1998                                                                | Edimburgo                                                                | Scozia                                                                   | 1 – 1                                                                    | Finlandia                                                                | Amichevole                                                               | -                                                                        |                                                                          |
| 27-5-1998                                                                | Helsinki                                                                 | Finlandia                                                                | 0 – 0                                                                    | Germania                                                                 | Amichevole                                                               | -                                                                        |                                                                          |
| 5-6-1998                                                                 | Helsinki                                                                 | Finlandia                                                                | 0 – 1                                                                    | Francia                                                                  | Amichevole                                                               | -                                                                        |                                                                          |
| 19-8-1998                                                                | Košice                                                                   | Slovacchia                                                               | 0 – 0                                                                    | Finlandia                                                                | Amichevole                                                               | -                                                                        |                                                                          |
| 5-9-1998                                                                 | Helsinki                                                                 | Finlandia                                                                | 3 – 2                                                                    | Moldavia                                                                 | Qual. Euro 2000                                                          | -                                                                        |                                                                          |
| 10-10-1998                                                               | Belfast                                                                  | Irlanda del Nord                                                         | 1 – 0                                                                    | Finlandia                                                                | Qual. Euro 2000                                                          | -                                                                        |                                                                          |
| 14-10-1998                                                               | Istanbul                                                                 | Turchia                                                                  | 1 – 3                                                                    | Finlandia                                                                | Qual. Euro 2000                                                          | -                                                                        |                                                                          |
| 3-2-1999                                                                 | Larnaca                                                                  | Finlandia                                                                | 1 – 2                                                                    | Grecia                                                                   | Amichevole                                                               | -                                                                        |                                                                          |
| 5-2-1999                                                                 | Paralimni                                                                | Cipro                                                                    | 2 – 1                                                                    | Finlandia                                                                | Amichevole                                                               | -                                                                        |                                                                          |
| 10-2-1999                                                                | Attard                                                                   | Finlandia                                                                | 1 – 1                                                                    | Polonia                                                                  | Amichevole                                                               | -                                                                        |                                                                          |
| 31-3-1999                                                                | Norimberga                                                               | Germania                                                                 | 2 – 0                                                                    | Finlandia                                                                | Qual. Euro 2000                                                          | -                                                                        |                                                                          |
| 28-4-1999                                                                | Lubiana                                                                  | Slovenia                                                                 | 1 – 1                                                                    | Finlandia                                                                | Amichevole                                                               | -                                                                        |                                                                          |
| 5-6-1999                                                                 | Helsinki                                                                 | Finlandia                                                                | 2 – 4                                                                    | Turchia                                                                  | Qual. Euro 2000                                                          | -                                                                        |                                                                          |
| 9-6-1999                                                                 | Chișinău                                                                 | Moldavia                                                                 | 0 – 0                                                                    | Finlandia                                                                | Qual. Euro 2000                                                          | -                                                                        |                                                                          |
| 18-8-1999                                                                | Bruges                                                                   | Belgio                                                                   | 3 – 4                                                                    | Finlandia                                                                | Amichevole                                                               | -                                                                        |                                                                          |
| 4-9-1999                                                                 | Helsinki                                                                 | Finlandia                                                                | 1 – 2                                                                    | Germania                                                                 | Qual. Euro 2000                                                          | -                                                                        |                                                                          |
| 9-10-1999                                                                | Helsinki                                                                 | Finlandia                                                                | 4 – 1                                                                    | Irlanda del Nord                                                         | Qual. Euro 2000                                                          | -                                                                        |                                                                          |
| 31-1-2000                                                                | La Manga del Mar Menor                                                   | Fær Øer                                                                  | 0 – 1                                                                    | Finlandia                                                                | Campionato nordico di calcio                                             | -                                                                        |                                                                          |
| 2-2-2000                                                                 | La Manga del Mar Menor                                                   | Finlandia                                                                | 0 – 1                                                                    | Islanda                                                                  | Campionato nordico di calcio                                             | -                                                                        |                                                                          |
| 4-2-2000                                                                 | La Manga del Mar Menor                                                   | Danimarca                                                                | 1 – 2                                                                    | Finlandia                                                                | Campionato nordico di calcio                                             | -                                                                        |                                                                          |
| 20-2-2000                                                                | Bangkok                                                                  | Thailandia                                                               | 0 – 0                                                                    | Finlandia                                                                | King's Cup 2000                                                          | -                                                                        |                                                                          |
| 23-2-2000                                                                | Bangkok                                                                  | Estonia                                                                  | 2 – 4                                                                    | Finlandia                                                                | King's Cup 2000                                                          | -                                                                        |                                                                          |
| 27-2-2000                                                                | Bangkok                                                                  | Thailandia                                                               | 5 – 1                                                                    | Finlandia                                                                | King's Cup 2000                                                          | -                                                                        |                                                                          |
| 29-3-2000                                                                | Cardiff                                                                  | Galles                                                                   | 1 – 2                                                                    | Finlandia                                                                | Amichevole                                                               | -                                                                        |                                                                          |
| 26-4-2000                                                                | Poznań                                                                   | Polonia                                                                  | 0 – 0                                                                    | Finlandia                                                                | Amichevole                                                               | -                                                                        |                                                                          |
| 3-6-2000                                                                 | Riga                                                                     | Lettonia                                                                 | 1 – 0                                                                    | Finlandia                                                                | Amichevole                                                               | -                                                                        |                                                                          |
| 16-8-2000                                                                | Helsinki                                                                 | Finlandia                                                                | 3 – 1                                                                    | Norvegia                                                                 | Campionato nordico di calcio                                             | -                                                                        |                                                                          |
| 2-9-2000                                                                 | Helsinki                                                                 | Finlandia                                                                | 2 – 1                                                                    | Albania                                                                  | Qual. Mondiali 2002                                                      | -                                                                        |                                                                          |
| 7-10-2000                                                                | Amarousio                                                                | Grecia                                                                   | 1 – 0                                                                    | Finlandia                                                                | Qual. Mondiali 2002                                                      | -                                                                        |                                                                          |
| 11-10-2000                                                               | Helsinki                                                                 | Finlandia                                                                | 0 – 0                                                                    | Inghilterra                                                              | Qual. Mondiali 2002                                                      | -                                                                        |                                                                          |
| 15-11-2000                                                               | Dublino                                                                  | Irlanda                                                                  | 3 – 0                                                                    | Finlandia                                                                | Amichevole                                                               | -                                                                        |                                                                          |
| 1-2-2001                                                                 | Jönköping                                                                | Svezia                                                                   | 0 – 1                                                                    | Finlandia                                                                | Campionato nordico di calcio                                             | -                                                                        |                                                                          |
| 15-2-2001                                                                | Al Kuwait                                                                | Kuwait                                                                   | 4 – 3                                                                    | Finlandia                                                                | Amichevole                                                               | -                                                                        |                                                                          |
| 18-2-2001                                                                | Mascate                                                                  | Oman                                                                     | 1 – 2                                                                    | Finlandia                                                                | Amichevole                                                               | -                                                                        |                                                                          |
| 20-2-2001                                                                | Mascate                                                                  | Oman                                                                     | 0 – 2                                                                    | Finlandia                                                                | Amichevole                                                               | -                                                                        |                                                                          |
| 28-2-2001                                                                | Lussemburgo                                                              | Lussemburgo                                                              | 0 – 1                                                                    | Finlandia                                                                | Amichevole                                                               | -                                                                        |                                                                          |
| 24-3-2001                                                                | Liverpool                                                                | Inghilterra                                                              | 2 – 1                                                                    | Finlandia                                                                | Qual. Mondiali 2002                                                      | -                                                                        |                                                                          |
| 25-4-2001                                                                | Budapest                                                                 | Ungheria                                                                 | 0 – 0                                                                    | Finlandia                                                                | Amichevole                                                               | -                                                                        |                                                                          |
| 9-5-2001                                                                 | Kuressaare                                                               | Estonia                                                                  | 1 – 1                                                                    | Finlandia                                                                | Amichevole                                                               | -                                                                        |                                                                          |
| 2-6-2001                                                                 | Helsinki                                                                 | Finlandia                                                                | 2 – 2                                                                    | Germania                                                                 | Qual. Mondiali 2002                                                      | -                                                                        |                                                                          |
| 15-8-2001                                                                | Helsinki                                                                 | Finlandia                                                                | 4 – 1                                                                    | Belgio                                                                   | Amichevole                                                               | -                                                                        |                                                                          |
| 1-9-2001                                                                 | Tirana                                                                   | Albania                                                                  | 0 – 2                                                                    | Finlandia                                                                | Qual. Mondiali 2002                                                      | -                                                                        |                                                                          |
| 5-9-2001                                                                 | Helsinki                                                                 | Finlandia                                                                | 5 – 1                                                                    | Grecia                                                                   | Qual. Mondiali 2002                                                      | -                                                                        |                                                                          |
| 6-10-2001                                                                | Gelsenkirchen                                                            | Germania                                                                 | 0 – 0                                                                    | Finlandia                                                                | Qual. Mondiali 2002                                                      | -                                                                        |                                                                          |
| 4-1-2002                                                                 | Riffa                                                                    | Bahamas                                                                  | 0 – 2                                                                    | Finlandia                                                                | Amichevole                                                               | -                                                                        |                                                                          |
| 7-1-2002                                                                 | Riffa                                                                    | Albania                                                                  | 1 – 1                                                                    | Finlandia                                                                | Amichevole                                                               | -                                                                        |                                                                          |
| 10-1-2002                                                                | Riffa                                                                    | Finlandia                                                                | 3 – 0                                                                    | Macedonia                                                                | Amichevole                                                               | -                                                                        |                                                                          |
| 20-3-2002                                                                | Cartagena                                                                | Corea del Sud                                                            | 2 – 0                                                                    | Finlandia                                                                | Amichevole                                                               | -                                                                        |                                                                          |
| 27-3-2002                                                                | Porto                                                                    | Portogallo                                                               | 1 – 4                                                                    | Finlandia                                                                | Amichevole                                                               | -                                                                        |                                                                          |
| 17-4-2002                                                                | Prilep                                                                   | Macedonia                                                                | 1 – 0                                                                    | Finlandia                                                                | Amichevole                                                               | -                                                                        |                                                                          |
| 22-5-2002                                                                | Helsinki                                                                 | Finlandia                                                                | 2 – 1                                                                    | Lettonia                                                                 | Amichevole                                                               | -                                                                        |                                                                          |
| 21-8-2002                                                                | Helsinki                                                                 | Finlandia                                                                | 0 – 3                                                                    | Irlanda                                                                  | Amichevole                                                               | -                                                                        |                                                                          |
| 7-9-2002                                                                 | Helsinki                                                                 | Finlandia                                                                | 0 – 2                                                                    | Galles                                                                   | Qual. Euro 2004                                                          | -                                                                        |                                                                          |
| 12-10-2002                                                               | Helsinki                                                                 | Finlandia                                                                | 3 – 0                                                                    | Azerbaigian                                                              | Qual. Euro 2004                                                          | -                                                                        |                                                                          |
| 16-10-2002                                                               | Belgrado                                                                 | Jugoslavia                                                               | 2 – 0                                                                    | Finlandia                                                                | Qual. Euro 2004                                                          | -                                                                        |                                                                          |
| 26-1-2003                                                                | Waterford                                                                | Brunei                                                                   | 0 – 0                                                                    | Finlandia                                                                | Amichevole                                                               | -                                                                        |                                                                          |
| 29-1-2003                                                                | Port of Spain                                                            | Trinidad e Tobago                                                        | 1 – 2                                                                    | Finlandia                                                                | Amichevole                                                               | -                                                                        |                                                                          |
| 12-2-2003                                                                | Belfast                                                                  | Irlanda del Nord                                                         | 0 – 1                                                                    | Finlandia                                                                | Amichevole                                                               | -                                                                        |                                                                          |
| 29-3-2003                                                                | Palermo                                                                  | Italia                                                                   | 2 – 0                                                                    | Finlandia                                                                | Qual. Euro 2004                                                          | -                                                                        |                                                                          |
| 30-4-2003                                                                | Vantaa                                                                   | Finlandia                                                                | 3 – 0                                                                    | Islanda                                                                  | Amichevole                                                               | -                                                                        |                                                                          |
| 22-5-2003                                                                | Oslo                                                                     | Norvegia                                                                 | 2 – 0                                                                    | Finlandia                                                                | Amichevole                                                               | -                                                                        |                                                                          |
| 7-6-2003                                                                 | Helsinki                                                                 | Finlandia                                                                | 3 – 0                                                                    | Serbia e Montenegro                                                      | Qual. Euro 2004                                                          | -                                                                        |                                                                          |
| 11-6-2003                                                                | Helsinki                                                                 | Finlandia                                                                | 0 – 2                                                                    | Italia                                                                   | Qual. Euro 2004                                                          | -                                                                        |                                                                          |
| 20-8-2003                                                                | Copenaghen                                                               | Danimarca                                                                | 1 – 1                                                                    | Finlandia                                                                | Amichevole                                                               | -                                                                        |                                                                          |
| 6-9-2003                                                                 | Baku                                                                     | Azerbaigian                                                              | 1 – 2                                                                    | Finlandia                                                                | Qual. Euro 2004                                                          | -                                                                        |                                                                          |
| 10-9-2003                                                                | Cardiff                                                                  | Galles                                                                   | 1 – 1                                                                    | Finlandia                                                                | Qual. Euro 2004                                                          | -                                                                        |                                                                          |
| 11-10-2003                                                               | Tampere                                                                  | Finlandia                                                                | 3 – 2                                                                    | Canada                                                                   | Amichevole                                                               | -                                                                        |                                                                          |
| 16-11-2003                                                               | Houston                                                                  | Finlandia                                                                | 2 – 1                                                                    | Honduras                                                                 | Amichevole                                                               | -                                                                        |                                                                          |
| 19-11-2003                                                               | Alajuela                                                                 | Costa Rica                                                               | 2 – 1                                                                    | Finlandia                                                                | Amichevole                                                               | -                                                                        |                                                                          |
| 3-2-2004                                                                 | Canton                                                                   | Cina                                                                     | 2 – 1                                                                    | Finlandia                                                                | Amichevole                                                               | -                                                                        |                                                                          |
| 7-2-2004                                                                 | Shenzhen                                                                 | Cina                                                                     | 2 – 1                                                                    | Finlandia                                                                | Amichevole                                                               | -                                                                        |                                                                          |
| 31-3-2004                                                                | Attard                                                                   | Malta                                                                    | 1 – 2                                                                    | Finlandia                                                                | Amichevole                                                               | -                                                                        |                                                                          |
| 28-4-2004                                                                | Zenica                                                                   | Bosnia ed Erzegovina                                                     | 1 – 0                                                                    | Finlandia                                                                | Amichevole                                                               | -                                                                        |                                                                          |
| 28-5-2004                                                                | Tampere                                                                  | Finlandia                                                                | 1 – 3                                                                    | Svezia                                                                   | Amichevole                                                               | -                                                                        |                                                                          |
| 18-8-2004                                                                | Bucarest                                                                 | Romania                                                                  | 2 – 1                                                                    | Finlandia                                                                | Qual. Mondiali 2006                                                      | -                                                                        |                                                                          |
| 4-9-2004                                                                 | Tampere                                                                  | Finlandia                                                                | 3 – 0                                                                    | Andorra                                                                  | Qual. Mondiali 2006                                                      | -                                                                        |                                                                          |
| 8-9-2004                                                                 | Erevan                                                                   | Armenia                                                                  | 0 – 2                                                                    | Finlandia                                                                | Qual. Mondiali 2006                                                      | -                                                                        |                                                                          |
| 9-10-2004                                                                | Tampere                                                                  | Finlandia                                                                | 3 – 1                                                                    | Armenia                                                                  | Qual. Mondiali 2006                                                      | -                                                                        |                                                                          |
| 13-10-2004                                                               | Amsterdam                                                                | Paesi Bassi                                                              | 3 – 1                                                                    | Finlandia                                                                | Qual. Mondiali 2006                                                      | -                                                                        |                                                                          |
| 17-11-2004                                                               | Messina                                                                  | Italia                                                                   | 1 – 0                                                                    | Finlandia                                                                | Amichevole                                                               | -                                                                        |                                                                          |
| 1-12-2004                                                                | Riffa                                                                    | Bahamas                                                                  | 1 – 2                                                                    | Finlandia                                                                | Amichevole                                                               | -                                                                        |                                                                          |
| 3-12-2004                                                                | Riffa                                                                    | Finlandia                                                                | 0 – 0                                                                    | Oman                                                                     | Amichevole                                                               | -                                                                        |                                                                          |
| 8-2-2005                                                                 | Strovolos                                                                | Finlandia                                                                | 2 – 1                                                                    | Lettonia                                                                 | Amichevole                                                               | -                                                                        |                                                                          |
| 9-2-2005                                                                 | Strovolos                                                                | Cipro                                                                    | 1 – 2                                                                    | Finlandia                                                                | Amichevole                                                               | -                                                                        |                                                                          |
| 12-3-2005                                                                | Kaifan                                                                   | Kuwait                                                                   | 0 – 1                                                                    | Finlandia                                                                | Amichevole                                                               | -                                                                        |                                                                          |
| 18-3-2005                                                                | Dammam                                                                   | Arabia Saudita                                                           | 1 – 4                                                                    | Finlandia                                                                | Amichevole                                                               | -                                                                        |                                                                          |
| 26-3-2005                                                                | Teplice                                                                  | Rep. Ceca                                                                | 4 – 3                                                                    | Finlandia                                                                | Qual. Mondiali 2006                                                      | -                                                                        |                                                                          |
| 2-6-2005                                                                 | Tampere                                                                  | Finlandia                                                                | 0 – 1                                                                    | Danimarca                                                                | Amichevole                                                               | -                                                                        |                                                                          |
| 8-6-2005                                                                 | Helsinki                                                                 | Finlandia                                                                | 0 – 4                                                                    | Paesi Bassi                                                              | Qual. Mondiali 2006                                                      | -                                                                        |                                                                          |
| 17-8-2005                                                                | Skopje                                                                   | Macedonia                                                                | 0 – 3                                                                    | Finlandia                                                                | Qual. Mondiali 2006                                                      | -                                                                        |                                                                          |
| 3-9-2005                                                                 | Andorra la Vella                                                         | Andorra                                                                  | 0 – 0                                                                    | Finlandia                                                                | Qual. Mondiali 2006                                                      | -                                                                        |                                                                          |
| 7-9-2005                                                                 | Tampere                                                                  | Finlandia                                                                | 5 – 1                                                                    | Macedonia                                                                | Qual. Mondiali 2006                                                      | -                                                                        |                                                                          |
| 8-10-2005                                                                | Helsinki                                                                 | Finlandia                                                                | 0 – 1                                                                    | Romania                                                                  | Qual. Mondiali 2006                                                      | -                                                                        |                                                                          |
| 12-10-2005                                                               | Helsinki                                                                 | Finlandia                                                                | 0 – 3                                                                    | Rep. Ceca                                                                | Qual. Mondiali 2006                                                      | -                                                                        |                                                                          |
| 12-11-2005                                                               | Helsinki                                                                 | Finlandia                                                                | 2 – 2                                                                    | Estonia                                                                  | Amichevole                                                               | -                                                                        |                                                                          |
| 21-1-2006                                                                | Riad                                                                     | Arabia Saudita                                                           | 1 – 1                                                                    | Finlandia                                                                | Amichevole                                                               | -                                                                        |                                                                          |
| 25-1-2006                                                                | Riad                                                                     | Corea del Sud                                                            | 1 – 0                                                                    | Finlandia                                                                | Amichevole                                                               | -                                                                        |                                                                          |
| 18-2-2006                                                                | Fukuroi                                                                  | Giappone                                                                 | 2 – 0                                                                    | Finlandia                                                                | Amichevole                                                               | -                                                                        |                                                                          |
| 28-2-2006                                                                | Larnaca                                                                  | Finlandia                                                                | 0 – 0                                                                    | Kazakistan                                                               | Amichevole                                                               | -                                                                        |                                                                          |
| 1-3-2006                                                                 | Pafo                                                                     | Bielorussia                                                              | 2 – 2                                                                    | Finlandia                                                                | Amichevole                                                               | -                                                                        |                                                                          |
| 25-5-2006                                                                | Göteborg                                                                 | Svezia                                                                   | 0 – 0                                                                    | Finlandia                                                                | Amichevole                                                               | -                                                                        |                                                                          |
| 16-8-2006                                                                | Helsinki                                                                 | Finlandia                                                                | 1 – 2                                                                    | Irlanda del Nord                                                         | Amichevole                                                               | -                                                                        |                                                                          |
| 2-9-2006                                                                 | Bydgoszcz                                                                | Polonia                                                                  | 1 – 3                                                                    | Finlandia                                                                | Qual. Euro 2008                                                          | -                                                                        |                                                                          |
| 6-9-2006                                                                 | Helsinki                                                                 | Finlandia                                                                | 1 – 1                                                                    | Portogallo                                                               | Qual. Euro 2008                                                          | -                                                                        |                                                                          |
| 7-10-2006                                                                | Erevan                                                                   | Armenia                                                                  | 0 – 0                                                                    | Finlandia                                                                | Qual. Euro 2008                                                          | -                                                                        |                                                                          |
| 11-10-2006                                                               | Almaty                                                                   | Kazakistan                                                               | 0 – 2                                                                    | Finlandia                                                                | Qual. Euro 2008                                                          | -                                                                        |                                                                          |
| 15-11-2006                                                               | Helsinki                                                                 | Finlandia                                                                | 1 – 0                                                                    | Armenia                                                                  | Qual. Euro 2008                                                          | -                                                                        |                                                                          |
| 28-3-2007                                                                | Baku                                                                     | Azerbaigian                                                              | 1 – 0                                                                    | Finlandia                                                                | Qual. Euro 2008                                                          | -                                                                        |                                                                          |
| 2-6-2007                                                                 | Helsinki                                                                 | Finlandia                                                                | 0 – 2                                                                    | Serbia                                                                   | Qual. Euro 2008                                                          | -                                                                        |                                                                          |
| 6-6-2007                                                                 | Helsinki                                                                 | Finlandia                                                                | 2 – 0                                                                    | Belgio                                                                   | Qual. Euro 2008                                                          | -                                                                        |                                                                          |
| 22-8-2007                                                                | Tampere                                                                  | Finlandia                                                                | 2 – 1                                                                    | Kazakistan                                                               | Qual. Euro 2008                                                          | -                                                                        |                                                                          |
| 8-9-2007                                                                 | Belgrado                                                                 | Serbia                                                                   | 0 – 0                                                                    | Finlandia                                                                | Qual. Euro 2008                                                          | -                                                                        |                                                                          |
| 12-9-2007                                                                | Helsinki                                                                 | Finlandia                                                                | 0 – 0                                                                    | Polonia                                                                  | Qual. Euro 2008                                                          | -                                                                        |                                                                          |
| 13-10-2007                                                               | Bruxelles                                                                | Belgio                                                                   | 0 – 0                                                                    | Finlandia                                                                | Qual. Euro 2008                                                          | -                                                                        |                                                                          |
| 17-10-2007                                                               | Helsinki                                                                 | Finlandia                                                                | 0 – 0                                                                    | Spagna                                                                   | Amichevole                                                               | -                                                                        |                                                                          |
| 17-11-2007                                                               | Helsinki                                                                 | Finlandia                                                                | 2 – 1                                                                    | Azerbaigian                                                              | Qual. Euro 2008                                                          | -                                                                        |                                                                          |
| 21-11-2007                                                               | Porto                                                                    | Portogallo                                                               | 0 – 0                                                                    | Finlandia                                                                | Qual. Euro 2008                                                          | -                                                                        |                                                                          |
| 6-2-2008                                                                 | Strovolos                                                                | Finlandia                                                                | 1 – 2                                                                    | Grecia                                                                   | Amichevole                                                               | -                                                                        |                                                                          |
| 26-3-2008                                                                | Sofia                                                                    | Bulgaria                                                                 | 2 – 1                                                                    | Finlandia                                                                | Amichevole                                                               | -                                                                        |                                                                          |
| 29-5-2008                                                                | Duisburg                                                                 | Finlandia                                                                | 0 – 2                                                                    | Turchia                                                                  | Amichevole                                                               | -                                                                        |                                                                          |
| 2-6-2008                                                                 | Turku                                                                    | Finlandia                                                                | 1 – 1                                                                    | Bielorussia                                                              | Amichevole                                                               | -                                                                        |                                                                          |
| 20-8-2008                                                                | Tampere                                                                  | Finlandia                                                                | 2 – 0                                                                    | Israele                                                                  | Amichevole                                                               | -                                                                        |                                                                          |
| 10-9-2008                                                                | Helsinki                                                                 | Finlandia                                                                | 3 – 3                                                                    | Germania                                                                 | Qual. Mondiali 2010                                                      | -                                                                        |                                                                          |
| 11-10-2008                                                               | Helsinki                                                                 | Finlandia                                                                | 1 – 0                                                                    | Azerbaigian                                                              | Qual. Mondiali 2010                                                      | -                                                                        |                                                                          |
| 15-10-2008                                                               | Mosca                                                                    | Russia                                                                   | 3 – 0                                                                    | Finlandia                                                                | Qual. Mondiali 2010                                                      | -                                                                        |                                                                          |
| 19-11-2008                                                               | San Gallo                                                                | Svizzera                                                                 | 1 – 0                                                                    | Finlandia                                                                | Amichevole                                                               | -                                                                        |                                                                          |
| 4-2-2009                                                                 | Tokyo                                                                    | Giappone                                                                 | 5 – 1                                                                    | Finlandia                                                                | Amichevole                                                               | -                                                                        |                                                                          |
| 11-2-2009                                                                | Loulé                                                                    | Portogallo                                                               | 1 – 0                                                                    | Finlandia                                                                | Amichevole                                                               | -                                                                        |                                                                          |
| 28-3-2009                                                                | Cardiff                                                                  | Galles                                                                   | 0 – 2                                                                    | Finlandia                                                                | Qual. Mondiali 2010                                                      | -                                                                        |                                                                          |
| 1-4-2009                                                                 | Oslo                                                                     | Norvegia                                                                 | 3 – 2                                                                    | Finlandia                                                                | Amichevole                                                               | -                                                                        |                                                                          |
| 6-6-2009                                                                 | Helsinki                                                                 | Finlandia                                                                | 2 – 1                                                                    | Liechtenstein                                                            | Qual. Mondiali 2010                                                      | -                                                                        |                                                                          |
| 10-6-2009                                                                | Helsinki                                                                 | Finlandia                                                                | 0 – 3                                                                    | Russia                                                                   | Qual. Mondiali 2010                                                      | -                                                                        |                                                                          |
| 12-8-2009                                                                | Solna                                                                    | Svezia                                                                   | 1 – 0                                                                    | Finlandia                                                                | Amichevole                                                               | -                                                                        |                                                                          |
| 5-9-2009                                                                 | Lənkəran                                                                 | Azerbaigian                                                              | 1 – 2                                                                    | Finlandia                                                                | Qual. Mondiali 2010                                                      | -                                                                        |                                                                          |
| 9-9-2009                                                                 | Vaduz                                                                    | Liechtenstein                                                            | 1 – 1                                                                    | Finlandia                                                                | Qual. Mondiali 2010                                                      | -                                                                        |                                                                          |
| 10-10-2009                                                               | Helsinki                                                                 | Finlandia                                                                | 2 – 1                                                                    | Galles                                                                   | Qual. Mondiali 2010                                                      | -                                                                        |                                                                          |
| 14-10-2009                                                               | Amburgo                                                                  | Germania                                                                 | 1 – 1                                                                    | Finlandia                                                                | Qual. Mondiali 2010                                                      | -                                                                        |                                                                          |
| 18-1-2010                                                                | Malaga                                                                   | Corea del Sud                                                            | 2 – 0                                                                    | Finlandia                                                                | Amichevole                                                               | -                                                                        |                                                                          |
| 3-3-2010                                                                 | Attard                                                                   | Malta                                                                    | 1 – 2                                                                    | Finlandia                                                                | Amichevole                                                               | -                                                                        |                                                                          |
| 21-5-2010                                                                | Tallinn                                                                  | Estonia                                                                  | 2 – 0                                                                    | Finlandia                                                                | Amichevole                                                               | -                                                                        |                                                                          |
| 29-5-2010                                                                | Kielce                                                                   | Polonia                                                                  | 0 – 0                                                                    | Finlandia                                                                | Amichevole                                                               | -                                                                        |                                                                          |
| 11-8-2010                                                                | Turku                                                                    | Finlandia                                                                | 1 – 0                                                                    | Belgio                                                                   | Amichevole                                                               | -                                                                        |                                                                          |
| 3-9-2010                                                                 | Chișinău                                                                 | Moldavia                                                                 | 2 – 0                                                                    | Finlandia                                                                | Qual. Euro 2012                                                          | -                                                                        |                                                                          |
| 7-9-2010                                                                 | Rotterdam                                                                | Paesi Bassi                                                              | 2 – 1                                                                    | Finlandia                                                                | Qual. Euro 2012                                                          | -                                                                        |                                                                          |
| 12-10-2010                                                               | Helsinki                                                                 | Finlandia                                                                | 1 – 2                                                                    | Ungheria                                                                 | Qual. Euro 2012                                                          | -                                                                        |                                                                          |
| 17-11-2010                                                               | Helsinki                                                                 | Finlandia                                                                | 8 – 0                                                                    | San Marino                                                               | Qual. Euro 2012                                                          | -                                                                        |                                                                          |
| 9-2-2011                                                                 | Gand                                                                     | Belgio                                                                   | 1 – 1                                                                    | Finlandia                                                                | Amichevole                                                               | -                                                                        |                                                                          |
| 29-3-2011                                                                | Aveiro                                                                   | Portogallo                                                               | 2 – 0                                                                    | Finlandia                                                                | Amichevole                                                               | -                                                                        |                                                                          |
| 3-6-2011                                                                 | Serravalle                                                               | San Marino                                                               | 0 – 1                                                                    | Finlandia                                                                | Qual. Euro 2012                                                          | -                                                                        |                                                                          |
| 7-6-2011                                                                 | Solna                                                                    | Svezia                                                                   | 5 – 0                                                                    | Finlandia                                                                | Qual. Euro 2012                                                          | -                                                                        |                                                                          |
| 10-8-2011                                                                | Riga                                                                     | Lettonia                                                                 | 0 – 2                                                                    | Finlandia                                                                | Amichevole                                                               | -                                                                        |                                                                          |
| 2-9-2011                                                                 | Helsinki                                                                 | Finlandia                                                                | 4 – 1                                                                    | Moldavia                                                                 | Qual. Euro 2012                                                          | -                                                                        |                                                                          |
| 6-9-2011                                                                 | Helsinki                                                                 | Finlandia                                                                | 0 – 2                                                                    | Paesi Bassi                                                              | Qual. Euro 2012                                                          | -                                                                        |                                                                          |
| 7-10-2011                                                                | Helsinki                                                                 | Finlandia                                                                | 1 – 2                                                                    | Svezia                                                                   | Qual. Euro 2012                                                          | -                                                                        |                                                                          |
| 11-10-2011                                                               | Budapest                                                                 | Ungheria                                                                 | 0 – 0                                                                    | Finlandia                                                                | Qual. Euro 2012                                                          | -                                                                        |                                                                          |
| 15-11-2011                                                               | Esbjerg                                                                  | Danimarca                                                                | 2 – 1                                                                    | Finlandia                                                                | Amichevole                                                               | -                                                                        |                                                                          |
| 22-1-2012                                                                | Port of Spain                                                            | Trinidad e Tobago                                                        | 2 – 3                                                                    | Finlandia                                                                | Amichevole                                                               | -                                                                        |                                                                          |
| 29-2-2012                                                                | Klagenfurt am Wörthersee                                                 | Austria                                                                  | 3 – 1                                                                    | Finlandia                                                                | Amichevole                                                               | -                                                                        |                                                                          |
| 26-5-2012                                                                | Wals-Siezenheim                                                          | Finlandia                                                                | 3 – 2                                                                    | Turchia                                                                  | Amichevole                                                               | -                                                                        |                                                                          |
| 1-6-2012                                                                 | Tartu                                                                    | Estonia                                                                  | 1 – 2                                                                    | Finlandia                                                                | Coppa del Baltico 2012                                                   | -                                                                        |                                                                          |
| 3-6-2012                                                                 | Võru                                                                     | Finlandia                                                                | 1 – 1 dts (5 - 3 dtr)                                                    | Lettonia                                                                 | Coppa del Baltico 2012                                                   | -                                                                        |                                                                          |
| 15-8-2012                                                                | Belfast                                                                  | Irlanda del Nord                                                         | 3 – 3                                                                    | Finlandia                                                                | Amichevole                                                               | -                                                                        |                                                                          |
| 7-9-2012                                                                 | Helsinki                                                                 | Finlandia                                                                | 0 – 1                                                                    | Francia                                                                  | Qual. Mondiali 2014                                                      | -                                                                        |                                                                          |
| 11-9-2012                                                                | Teplice                                                                  | Rep. Ceca                                                                | 0 – 1                                                                    | Finlandia                                                                | Amichevole                                                               | -                                                                        |                                                                          |
| 12-10-2012                                                               | Helsinki                                                                 | Finlandia                                                                | 1 – 1                                                                    | Georgia                                                                  | Qual. Mondiali 2014                                                      | -                                                                        |                                                                          |
| 14-11-2012                                                               | Strovolos                                                                | Cipro                                                                    | 0 – 3                                                                    | Finlandia                                                                | Amichevole                                                               | -                                                                        |                                                                          |
| 23-1-2013                                                                | Chiang Mai                                                               | Thailandia                                                               | 1 – 3                                                                    | Finlandia                                                                | King's Cup 2013                                                          | -                                                                        |                                                                          |
| 26-1-2013                                                                | Chiang Mai                                                               | Finlandia                                                                | 0 – 3                                                                    | Svezia                                                                   | King's Cup 2013                                                          | -                                                                        |                                                                          |
| 6-2-2013                                                                 | Netanya                                                                  | Israele                                                                  | 2 – 1                                                                    | Finlandia                                                                | Amichevole                                                               | -                                                                        |                                                                          |
| 22-3-2013                                                                | Gijón                                                                    | Spagna                                                                   | 1 – 1                                                                    | Finlandia                                                                | Qual. Mondiali 2014                                                      | -                                                                        |                                                                          |
| 26-3-2013                                                                | Lussemburgo                                                              | Lussemburgo                                                              | 0 – 3                                                                    | Finlandia                                                                | Amichevole                                                               | -                                                                        |                                                                          |
| 7-6-2013                                                                 | Helsinki                                                                 | Finlandia                                                                | 1 – 0                                                                    | Bielorussia                                                              | Qual. Mondiali 2014                                                      | -                                                                        |                                                                          |
| 11-6-2013                                                                | Homel'                                                                   | Bielorussia                                                              | 1 – 1                                                                    | Finlandia                                                                | Qual. Mondiali 2014                                                      | -                                                                        |                                                                          |
| 14-8-2013                                                                | Turku                                                                    | Finlandia                                                                | 2 – 0                                                                    | Slovenia                                                                 | Amichevole                                                               | -                                                                        |                                                                          |
| 6-9-2013                                                                 | Helsinki                                                                 | Finlandia                                                                | 0 – 2                                                                    | Spagna                                                                   | Qual. Mondiali 2014                                                      | -                                                                        |                                                                          |
| 10-9-2013                                                                | Tbilisi                                                                  | Georgia                                                                  | 0 – 1                                                                    | Finlandia                                                                | Qual. Mondiali 2014                                                      | -                                                                        |                                                                          |
| 15-10-2013                                                               | Saint-Denis                                                              | Francia                                                                  | 3 – 0                                                                    | Finlandia                                                                | Qual. Mondiali 2014                                                      | -                                                                        |                                                                          |
| 16-11-2013                                                               | Cardiff                                                                  | Galles                                                                   | 1 – 1                                                                    | Finlandia                                                                | Amichevole                                                               | -                                                                        |                                                                          |
| 24-1-2014                                                                | Nizwa                                                                    | Oman                                                                     | 0 – 0                                                                    | Finlandia                                                                | Amichevole                                                               | -                                                                        |                                                                          |
| 5-3-2014                                                                 | Győr                                                                     | Ungheria                                                                 | 1 – 2                                                                    | Finlandia                                                                | Amichevole                                                               | -                                                                        |                                                                          |
| 21-5-2014                                                                | Helsinki                                                                 | Finlandia                                                                | 2 – 2                                                                    | Rep. Ceca                                                                | Amichevole                                                               | -                                                                        |                                                                          |
| 29-5-2014                                                                | Ventspils                                                                | Lituania                                                                 | 1 – 0                                                                    | Finlandia                                                                | Coppa del Baltico 2014                                                   | -                                                                        |                                                                          |
| 31-5-2014                                                                | Ventspils                                                                | Finlandia                                                                | 2 – 0                                                                    | Estonia                                                                  | Coppa del Baltico 2014                                                   | -                                                                        |                                                                          |
| 7-9-2014                                                                 | Tórshavn                                                                 | Fær Øer                                                                  | 1 – 3                                                                    | Finlandia                                                                | Qual. Euro 2016                                                          | -                                                                        |                                                                          |
| 11-10-2014                                                               | Helsinki                                                                 | Finlandia                                                                | 1 – 1                                                                    | Grecia                                                                   | Qual. Euro 2016                                                          | -                                                                        |                                                                          |
| 14-10-2014                                                               | Helsinki                                                                 | Finlandia                                                                | 0 – 2                                                                    | Romania                                                                  | Qual. Euro 2016                                                          | -                                                                        |                                                                          |
| 14-11-2014                                                               | Budapest                                                                 | Ungheria                                                                 | 1 – 0                                                                    | Finlandia                                                                | Qual. Euro 2016                                                          | -                                                                        |                                                                          |
| 18-11-2014                                                               | Žilina                                                                   | Slovacchia                                                               | 2 – 1                                                                    | Finlandia                                                                | Amichevole                                                               | -                                                                        |                                                                          |
| 19-1-2015                                                                | Abu Dhabi                                                                | Svezia                                                                   | 0 – 1                                                                    | Finlandia                                                                | Amichevole                                                               | -                                                                        |                                                                          |
| 22-1-2015                                                                | Dubai                                                                    | Yemen                                                                    | 0 – 0                                                                    | Finlandia                                                                | Amichevole                                                               | -                                                                        |                                                                          |
| 29-3-2015                                                                | Belfast                                                                  | Irlanda del Nord                                                         | 2 – 1                                                                    | Finlandia                                                                | Qual. Euro 2016                                                          | -                                                                        |                                                                          |
| 9-6-2015                                                                 | Turku                                                                    | Finlandia                                                                | 0 – 2                                                                    | Estonia                                                                  | Amichevole                                                               | -                                                                        |                                                                          |
| 13-6-2015                                                                | Helsinki                                                                 | Finlandia                                                                | 0 – 1                                                                    | Ungheria                                                                 | Qual. Euro 2016                                                          | -                                                                        |                                                                          |
| 4-9-2015                                                                 | il Pireo                                                                 | Grecia                                                                   | 0 – 1                                                                    | Finlandia                                                                | Qual. Euro 2016                                                          | -                                                                        |                                                                          |
| 7-9-2015                                                                 | Helsinki                                                                 | Finlandia                                                                | 1 – 0                                                                    | Fær Øer                                                                  | Qual. Euro 2016                                                          | -                                                                        |                                                                          |
| 8-10-2015                                                                | Bucarest                                                                 | Romania                                                                  | 1 – 1                                                                    | Finlandia                                                                | Qual. Euro 2016                                                          | -                                                                        |                                                                          |
| 11-10-2015                                                               | Helsinki                                                                 | Finlandia                                                                | 1 – 1                                                                    | Irlanda del Nord                                                         | Qual. Euro 2016                                                          | -                                                                        |                                                                          |
| 10-1-2016                                                                | Abu Dhabi                                                                | Svezia                                                                   | 3 – 0                                                                    | Finlandia                                                                | Amichevole                                                               | -                                                                        |                                                                          |
| 13-1-2016                                                                | Abu Dhabi                                                                | Finlandia                                                                | 0 – 1                                                                    | Islanda                                                                  | Amichevole                                                               | -                                                                        |                                                                          |
| 26-3-2016                                                                | Breslavia                                                                | Polonia                                                                  | 5 – 0                                                                    | Finlandia                                                                | Amichevole                                                               | -                                                                        |                                                                          |
| 29-3-2016                                                                | Oslo                                                                     | Norvegia                                                                 | 2 – 0                                                                    | Finlandia                                                                | Amichevole                                                               | -                                                                        |                                                                          |
| 1-6-2016                                                                 | Bruxelles                                                                | Belgio                                                                   | 1 – 1                                                                    | Finlandia                                                                | Amichevole                                                               | -                                                                        |                                                                          |
| 6-6-2016                                                                 | Verona                                                                   | Italia                                                                   | 2 – 0                                                                    | Finlandia                                                                | Amichevole                                                               | -                                                                        |                                                                          |
| 31-8-2016                                                                | Mönchengladbach                                                          | Germania                                                                 | 2 – 0                                                                    | Finlandia                                                                | Amichevole                                                               | -                                                                        |                                                                          |
| 5-9-2016                                                                 | Turku                                                                    | Finlandia                                                                | 1 – 1                                                                    | Kosovo                                                                   | Qual. Mondiali 2018                                                      | -                                                                        |                                                                          |
| 6-10-2016                                                                | Reykjavík                                                                | Islanda                                                                  | 3 – 2                                                                    | Finlandia                                                                | Qual. Mondiali 2018                                                      | -                                                                        |                                                                          |
| 9-10-2016                                                                | Tampere                                                                  | Finlandia                                                                | 0 – 1                                                                    | Croazia                                                                  | Qual. Mondiali 2018                                                      | -                                                                        |                                                                          |
| 12-11-2016                                                               | Odessa                                                                   | Ucraina                                                                  | 1 – 0                                                                    | Finlandia                                                                | Qual. Mondiali 2018                                                      | -                                                                        |                                                                          |
| 9-1-2017                                                                 | al-'Ayn                                                                  | Marocco                                                                  | 0 – 1                                                                    | Finlandia                                                                | Amichevole                                                               | -                                                                        |                                                                          |
| 13-1-2017                                                                | Abu Dhabi                                                                | Slovenia                                                                 | 2 – 0                                                                    | Finlandia                                                                | Amichevole                                                               | -                                                                        |                                                                          |
| 24-3-2017                                                                | Adalia                                                                   | Turchia                                                                  | 2 – 0                                                                    | Finlandia                                                                | Qual. Mondiali 2018                                                      | -                                                                        |                                                                          |
| 28-3-2017                                                                | Innsbruck                                                                | Austria                                                                  | 1 – 1                                                                    | Finlandia                                                                | Amichevole                                                               | -                                                                        |                                                                          |
| 7-6-2017                                                                 | Turku                                                                    | Finlandia                                                                | 1 – 1                                                                    | Liechtenstein                                                            | Amichevole                                                               | -                                                                        |                                                                          |
| 11-6-2017                                                                | Tampere                                                                  | Finlandia                                                                | 1 – 2                                                                    | Ucraina                                                                  | Qual. Mondiali 2018                                                      | -                                                                        |                                                                          |
| 2-9-2017                                                                 | Tampere                                                                  | Finlandia                                                                | 1 – 0                                                                    | Islanda                                                                  | Qual. Mondiali 2018                                                      | -                                                                        |                                                                          |
| 5-9-2017                                                                 | Scutari                                                                  | Kosovo                                                                   | 0 – 1                                                                    | Finlandia                                                                | Qual. Mondiali 2018                                                      | -                                                                        |                                                                          |
| 6-10-2017                                                                | Fiume                                                                    | Croazia                                                                  | 1 – 1                                                                    | Finlandia                                                                | Qual. Mondiali 2018                                                      | -                                                                        |                                                                          |
| 9-10-2017                                                                | Turku                                                                    | Finlandia                                                                | 2 – 2                                                                    | Turchia                                                                  | Qual. Mondiali 2018                                                      | -                                                                        |                                                                          |
| 9-11-2017                                                                | Helsinki                                                                 | Finlandia                                                                | 3 – 0                                                                    | Estonia                                                                  | Amichevole                                                               | -                                                                        |                                                                          |
| 11-1-2018                                                                | Abu Dhabi                                                                | Giordania                                                                | 1 – 2                                                                    | Finlandia                                                                | Amichevole                                                               | -                                                                        |                                                                          |
| 23-3-2018                                                                | Belek                                                                    | Finlandia                                                                | 0 – 0                                                                    | Macedonia                                                                | Amichevole                                                               | -                                                                        |                                                                          |
| 26-3-2018                                                                | Belek                                                                    | Finlandia                                                                | 5 – 0                                                                    | Malta                                                                    | Amichevole                                                               | -                                                                        |                                                                          |
| 05-6-2018                                                                | Ploiești                                                                 | Romania                                                                  | 2 – 0                                                                    | Finlandia                                                                | Amichevole                                                               | -                                                                        |                                                                          |
| 09-6-2018                                                                | Tampere                                                                  | Finlandia                                                                | 2 – 0                                                                    | Bielorussia                                                              | Amichevole                                                               | -                                                                        |                                                                          |
| 08-9-2018                                                                | Tampere                                                                  | Finlandia                                                                | 1 – 0                                                                    | Ungheria                                                                 | UEFA Nations League 2018-2019                                            | -                                                                        |                                                                          |
| 11-9-2018                                                                | Turku                                                                    | Finlandia                                                                | 1 – 0                                                                    | Estonia                                                                  | UEFA Nations League 2018-2019                                            | -                                                                        |                                                                          |
| 12-10-2018                                                               | Tallinn                                                                  | Estonia                                                                  | 0 – 1                                                                    | Finlandia                                                                | UEFA Nations League 2018-2019                                            | -                                                                        |                                                                          |
| 15-10-2018                                                               | Tampere                                                                  | Finlandia                                                                | 2 – 0                                                                    | Grecia                                                                   | UEFA Nations League 2018-2019                                            | -                                                                        |                                                                          |
| 15-11-2018                                                               | Atene                                                                    | Grecia                                                                   | 1 – 0                                                                    | Finlandia                                                                | UEFA Nations League 2018-2019                                            | -                                                                        |                                                                          |
| 18-11-2018                                                               | Budapest                                                                 | Ungheria                                                                 | 2 – 0                                                                    | Finlandia                                                                | UEFA Nations League 2018-2019                                            | -                                                                        |                                                                          |
| 08-1-2019                                                                | Doha                                                                     | Svezia                                                                   | 0 – 1                                                                    | Finlandia                                                                | Amichevole                                                               | -                                                                        |                                                                          |
| 18-1-2019                                                                | Doha                                                                     | Finlandia                                                                | 1 – 2                                                                    | Estonia                                                                  | Amichevole                                                               | -                                                                        |                                                                          |
| 23-3-2019                                                                | Udine                                                                    | Italia                                                                   | 2 – 0                                                                    | Finlandia                                                                | Qual. Euro 2020                                                          | -                                                                        |                                                                          |
| 26-3-2019                                                                | Erevan                                                                   | Armenia                                                                  | 0 – 2                                                                    | Finlandia                                                                | Qual. Euro 2020                                                          | -                                                                        |                                                                          |
| 08-6-2019                                                                | Tampere                                                                  | Finlandia                                                                | 2 – 0                                                                    | Bosnia ed Erzegovina                                                     | Qual. Euro 2020                                                          | -                                                                        |                                                                          |
| 11-6-2019                                                                | Vaduz                                                                    | Liechtenstein                                                            | 0 – 2                                                                    | Finlandia                                                                | Qual. Euro 2020                                                          | -                                                                        |                                                                          |
| 05-9-2019                                                                | Tampere                                                                  | Finlandia                                                                | 1 – 0                                                                    | Grecia                                                                   | Qual. Euro 2020                                                          | -                                                                        |                                                                          |
| 08-9-2019                                                                | Tampere                                                                  | Finlandia                                                                | 1 – 2                                                                    | Italia                                                                   | Qual. Euro 2020                                                          | -                                                                        |                                                                          |
| 12-10-2019                                                               | Zenica                                                                   | Bosnia ed Erzegovina                                                     | 4 – 1                                                                    | Finlandia                                                                | Qual. Euro 2020                                                          | -                                                                        |                                                                          |
| 15-10-2019                                                               | Turku                                                                    | Finlandia                                                                | 3 – 0                                                                    | Armenia                                                                  | Qual. Euro 2020                                                          | -                                                                        |                                                                          |
| 15-11-2019                                                               | Helsinki                                                                 | Finlandia                                                                | 3 – 0                                                                    | Liechtenstein                                                            | Qual. Euro 2020                                                          | -                                                                        |                                                                          |
| 18-11-2019                                                               | Atene                                                                    | Grecia                                                                   | 2 – 1                                                                    | Finlandia                                                                | Qual. Euro 2020                                                          | -                                                                        |                                                                          |
| 03-9-2020                                                                | Helsinki                                                                 | Finlandia                                                                | 0 – 1                                                                    | Galles                                                                   | UEFA Nations League 2020-2021                                            | -                                                                        |                                                                          |
| 06-9-2020                                                                | Dublino                                                                  | Irlanda                                                                  | 0 – 1                                                                    | Finlandia                                                                | UEFA Nations League 2020-2021                                            | -                                                                        |                                                                          |
| 07-10-2020                                                               | Danzica                                                                  | Polonia                                                                  | 5 – 1                                                                    | Finlandia                                                                | Amichevole                                                               | -                                                                        |                                                                          |
| 11-10-2020                                                               | Helsinki                                                                 | Finlandia                                                                | 2 – 0                                                                    | Bulgaria                                                                 | UEFA Nations League 2020-2021                                            | -                                                                        |                                                                          |
| 14-10-2020                                                               | Helsinki                                                                 | Finlandia                                                                | 1 – 0                                                                    | Irlanda                                                                  | UEFA Nations League 2020-2021                                            | -                                                                        |                                                                          |
| 11-11-2020                                                               | Parigi                                                                   | Francia                                                                  | 0 – 2                                                                    | Finlandia                                                                | Amichevole                                                               | -                                                                        |                                                                          |
| 15-11-2020                                                               | Sofia                                                                    | Bulgaria                                                                 | 1 – 2                                                                    | Finlandia                                                                | UEFA Nations League 2020-2021                                            | -                                                                        |                                                                          |
| 18-11-2020                                                               | Cardiff                                                                  | Galles                                                                   | 3 – 1                                                                    | Finlandia                                                                | UEFA Nations League 2020-2021                                            | -                                                                        |                                                                          |
| 24-3-2021                                                                | Helsinki                                                                 | Finlandia                                                                | 2 – 2                                                                    | Bosnia ed Erzegovina                                                     | Qual. Mondiali 2022                                                      | -                                                                        |                                                                          |
| 28-3-2021                                                                | Kiev                                                                     | Ucraina                                                                  | 1 – 1                                                                    | Finlandia                                                                | Qual. Mondiali 2022                                                      | -                                                                        |                                                                          |
| 31-3-2021                                                                | San Gallo                                                                | Svizzera                                                                 | 3 – 2                                                                    | Finlandia                                                                | Amichevole                                                               | -                                                                        |                                                                          |
| 29-5-2021                                                                | Solna                                                                    | Svezia                                                                   | 2 – 0                                                                    | Finlandia                                                                | Amichevole                                                               | -                                                                        |                                                                          |
| 04-6-2021                                                                | Helsinki                                                                 | Finlandia                                                                | 0 – 1                                                                    | Estonia                                                                  | Amichevole                                                               | -                                                                        |                                                                          |
| 12-6-2021                                                                | Copenaghen                                                               | Danimarca                                                                | 0 – 1                                                                    | Finlandia                                                                | Euro 2020                                                                | -                                                                        |                                                                          |
| 16-6-2021                                                                | San Pietroburgo                                                          | Finlandia                                                                | 0 – 1                                                                    | Russia                                                                   | Euro 2020                                                                | -                                                                        |                                                                          |
| 21-6-2021                                                                | San Pietroburgo                                                          | Finlandia                                                                | 0 – 2                                                                    | Belgio                                                                   | Euro 2020                                                                | -                                                                        |                                                                          |
| 01-9-2021                                                                | Helsinki                                                                 | Finlandia                                                                | 0 – 0                                                                    | Galles                                                                   | Amichevole                                                               | -                                                                        |                                                                          |
| 04-9-2021                                                                | Helsinki                                                                 | Finlandia                                                                | 1 – 0                                                                    | Kazakistan                                                               | Qual. Mondiali 2022                                                      | -                                                                        |                                                                          |
| 07-9-2021                                                                | Décines-Charpieu                                                         | Francia                                                                  | 2 – 0                                                                    | Finlandia                                                                | Qual. Mondiali 2022                                                      | -                                                                        |                                                                          |
| 09-10-2021                                                               | Helsinki                                                                 | Finlandia                                                                | 1 – 2                                                                    | Ucraina                                                                  | Qual. Mondiali 2022                                                      | -                                                                        |                                                                          |
| 12-10-2021                                                               | Astana                                                                   | Kazakistan                                                               | 0 – 2                                                                    | Finlandia                                                                | Qual. Mondiali 2022                                                      | -                                                                        |                                                                          |
| 13-11-2021                                                               | Zenica                                                                   | Bosnia ed Erzegovina                                                     | 1 – 3                                                                    | Finlandia                                                                | Qual. Mondiali 2022                                                      | -                                                                        |                                                                          |
| 16-11-2021                                                               | Helsinki                                                                 | Finlandia                                                                | 0 – 2                                                                    | Francia                                                                  | Qual. Mondiali 2022                                                      | -                                                                        |                                                                          |
| 26-3-2022                                                                | Murcia                                                                   | Finlandia                                                                | 1 – 1                                                                    | Islanda                                                                  | Amichevole                                                               | -                                                                        |                                                                          |
| 29-3-2022                                                                | Murcia                                                                   | Finlandia                                                                | 0 – 2                                                                    | Slovacchia                                                               | Amichevole                                                               | -                                                                        |                                                                          |
| 04-6-2022                                                                | Helsinki                                                                 | Finlandia                                                                | 1 – 1                                                                    | Bosnia ed Erzegovina                                                     | UEFA Nations League 2022-2023                                            | -                                                                        |                                                                          |
| 07-6-2022                                                                | Helsinki                                                                 | Finlandia                                                                | 2 – 0                                                                    | Montenegro                                                               | UEFA Nations League 2022-2023                                            | -                                                                        |                                                                          |
| 11-6-2022                                                                | Bucarest                                                                 | Romania                                                                  | 1 – 0                                                                    | Finlandia                                                                | UEFA Nations League 2022-2023                                            | -                                                                        |                                                                          |
| 14-6-2022                                                                | Zenica                                                                   | Bosnia ed Erzegovina                                                     | 3 – 2                                                                    | Finlandia                                                                | UEFA Nations League 2022-2023                                            | -                                                                        |                                                                          |
| 23-9-2022                                                                | Helsinki                                                                 | Finlandia                                                                | 1 – 1                                                                    | Romania                                                                  | UEFA Nations League 2022-2023                                            | -                                                                        |                                                                          |
| 26-9-2022                                                                | Podgorica                                                                | Montenegro                                                               | 0 – 2                                                                    | Finlandia                                                                | UEFA Nations League 2022-2023                                            | -                                                                        |                                                                          |
| 17-11-2022                                                               | Skopje                                                                   | Macedonia del Nord                                                       | 1 – 1                                                                    | Finlandia                                                                | Amichevole                                                               | -                                                                        |                                                                          |
| 20-11-2022                                                               | Oslo                                                                     | Norvegia                                                                 | 1 – 1                                                                    | Finlandia                                                                | Amichevole                                                               | -                                                                        |                                                                          |
| 09-1-2023                                                                | Faro                                                                     | Svezia                                                                   | 2 – 0                                                                    | Finlandia                                                                | Amichevole                                                               | -                                                                        |                                                                          |
| 12-1-2023                                                                | Ferreiras                                                                | Finlandia                                                                | 0 – 1                                                                    | Estonia                                                                  | Amichevole                                                               | -                                                                        |                                                                          |
| 23-3-2023                                                                | Copenaghen                                                               | Danimarca                                                                | 3 – 1                                                                    | Finlandia                                                                | Qual. Euro 2024                                                          | -                                                                        |                                                                          |
| 26-3-2023                                                                | Belfast                                                                  | Irlanda del Nord                                                         | 0 – 1                                                                    | Finlandia                                                                | Qual. Euro 2024                                                          | -                                                                        |                                                                          |
| 16-6-2023                                                                | Helsinki                                                                 | Finlandia                                                                | 2 – 0                                                                    | Slovenia                                                                 | Qual. Euro 2024                                                          | -                                                                        |                                                                          |
| 19-6-2023                                                                | Helsinki                                                                 | Finlandia                                                                | 6 – 0                                                                    | San Marino                                                               | Qual. Euro 2024                                                          | -                                                                        |                                                                          |
| 07-9-2023                                                                | Astana                                                                   | Kazakistan                                                               | 0 – 1                                                                    | Finlandia                                                                | Qual. Euro 2024                                                          | -                                                                        |                                                                          |
| 10-9-2023                                                                | Helsinki                                                                 | Finlandia                                                                | 0 – 1                                                                    | Danimarca                                                                | Qual. Euro 2024                                                          | -                                                                        |                                                                          |
| 14-10-2023                                                               | Lubiana                                                                  | Slovenia                                                                 | 3 – 0                                                                    | Finlandia                                                                | Qual. Euro 2024                                                          | -                                                                        |                                                                          |
| 17-10-2023                                                               | Helsinki                                                                 | Finlandia                                                                | 1 – 2                                                                    | Kazakistan                                                               | Qual. Euro 2024                                                          | -                                                                        |                                                                          |
| 17-11-2023                                                               | Helsinki                                                                 | Finlandia                                                                | 4 – 0                                                                    | Irlanda del Nord                                                         | Qual. Euro 2024                                                          | -                                                                        |                                                                          |
| 20-11-2023                                                               | San Marino                                                               | San Marino                                                               | 1 – 2                                                                    | Finlandia                                                                | Qual. Euro 2024                                                          | -                                                                        |                                                                          |
| 21-3-2024                                                                | Cardiff                                                                  | Galles                                                                   | 4 – 1                                                                    | Finlandia                                                                | Qual. Euro 2024                                                          | -                                                                        |                                                                          |
| 26-3-2024                                                                | Helsinki                                                                 | Finlandia                                                                | 2 – 1                                                                    | Estonia                                                                  | Amichevole                                                               | -                                                                        |                                                                          |
| 04-6-2024                                                                | Lisbona                                                                  | Portogallo                                                               | 4 – 2                                                                    | Finlandia                                                                | Amichevole                                                               | -                                                                        |                                                                          |
| 07-6-2024                                                                | Glasgow                                                                  | Scozia                                                                   | 2 – 2                                                                    | Finlandia                                                                | Amichevole                                                               | -                                                                        |                                                                          |
| 07-9-2024                                                                | Il Pireo                                                                 | Grecia                                                                   | 3 – 0                                                                    | Finlandia                                                                | UEFA Nations League 2024-2025                                            | -                                                                        |                                                                          |
| 10-9-2024                                                                | Londra                                                                   | Inghilterra                                                              | 2 – 0                                                                    | Finlandia                                                                | UEFA Nations League 2024-2025                                            | -                                                                        |                                                                          |
| 10-10-2024                                                               | Helsinki                                                                 | Finlandia                                                                | 1 – 2                                                                    | Irlanda                                                                  | UEFA Nations League 2024-2025                                            | -                                                                        |                                                                          |
| 13-10-2024                                                               | Helsinki                                                                 | Finlandia                                                                | 1 – 3                                                                    | Inghilterra                                                              | UEFA Nations League 2024-2025                                            | -                                                                        |                                                                          |
| Totale                                                                   |                                                                          | Presenze                                                                 | 845                                                                      |                                                                          | Reti                                                                     |                                                                          |                                                                          |